# Argyll and Bute
Pour les articles homonymes, voir Argyll et Bute.
Argyll and Bute est le deuxième Council area d'Écosse (Council area) et région de lieutenance en superficie. Il s'agit d'une région rurale, 23e en population, orientée vers les services et le tourisme. La région a un volet maritime important, comportant plus de 3 000 km de côtes avec des îles à l'histoire importante pour l'Écosse, telles qu'Iona. La région est considérée sur le plan historique comme le « berceau de l'Écosse », car elle est le point d'entrée d'où les Gaëls venant d'Irlande ont amené leur langue et culture, formant le royaume de Dál Riata. La région est restée longtemps en bordure du pouvoir central, parfois sous l'égide des Norvégiens, puis séparée comme royaume du Seigneur des Îles.

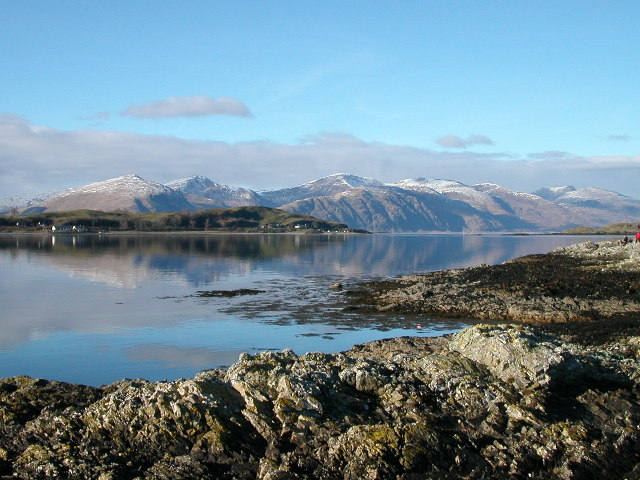
L'intérieur de l'Argyll and Bute est caractérisé par son alternance de montagnes et de lochs. La région inclut également de nombreuses îles, desquelles peuvent être aperçues les montagnes telles celles de Kingairloch vues depuis Lismore.

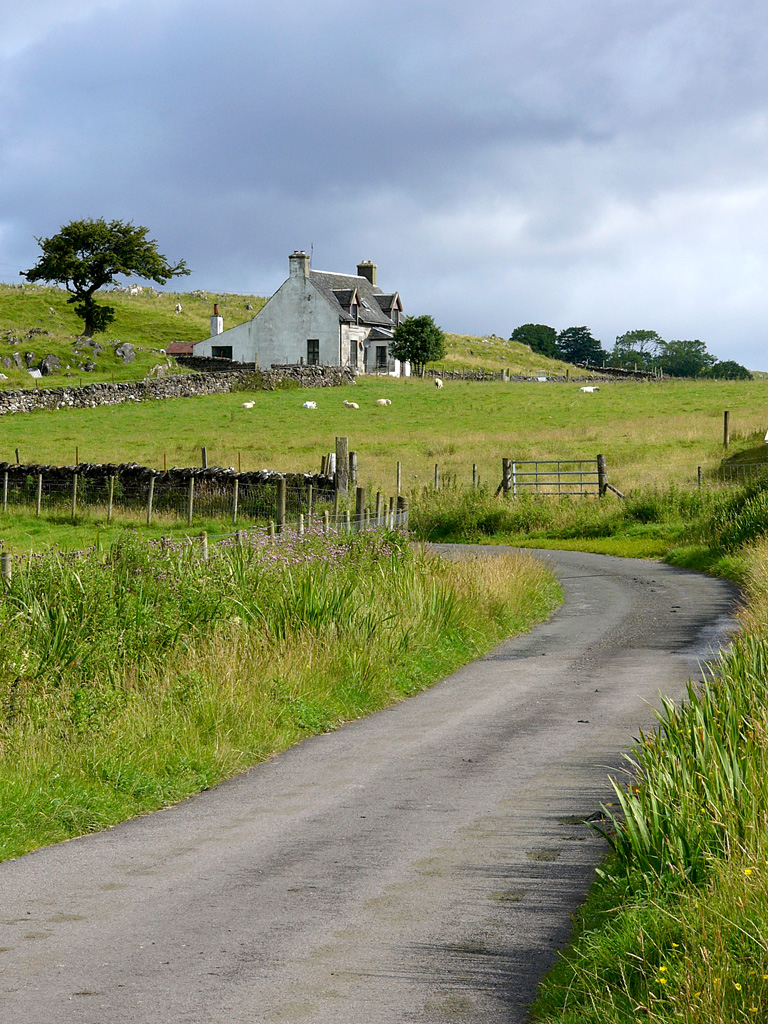
Un paysage prédominant est celui de collines verdoyantes où paissent les moutons, avec des parcelles délimitées par des murets en pierre, et un corps de ferme blanc.

La région compte une faune et une flore particulièrement riches. Sa flore inclut des espèces rares sur l'ensemble de l'Écosse, ainsi que des espèces exotiques qui s'acclimatent particulièrement bien, telles que le plus grand arbre de Grande-Bretagne. Sa faune participe à l'essor du tourisme, avec des îles telles que Lunga, désignée site d'intérêt scientifique particulier pour ses colonies d'oiseaux tels que le macareux moine et le fulmar.
La région est importante sur le plan de la production littéraire en gaélique, mais comporte un volet académique restreint. À la pointe de la recherche sur les algues, elle ne comporte pas d'université dédiée, mais une institution affiliée au UHI Millennium Institute.

## Géographie
Pour un article plus général, voir Géographie de l'Écosse.

### Carte
| Bowmore Campbeltown Cardross Coll Colonsay Danna Dunbeg Dunoon Erraid Garelochhead Gigha Helensburgh Île d'Arran Île de Bute Île de Mull Iona Islay Innellan Inveraray Jura Kerrera Lismore Lochgilphead Oban Oronsay Port Ellen Rothesay Sanda Scarba Seil Staffa Tarbert Tiree Tobermory Ulva |

| Bowmore Campbeltown Cardross Coll Colonsay Danna Dunbeg Dunoon Erraid Garelochhead Gigha Helensburgh Île d'Arran Île de Bute Île de Mull Iona Islay Innellan Inveraray Jura Kerrera Lismore Lochgilphead Oban Oronsay Port Ellen Rothesay Sanda Scarba Seil Staffa Tarbert Tiree Tobermory Ulva |

### Caractéristiques géographiques
| « Travelling in Argyll is very much an up-and-down affair. » | Voyager en Argyll est vraiment une histoire de montées et descentes. |

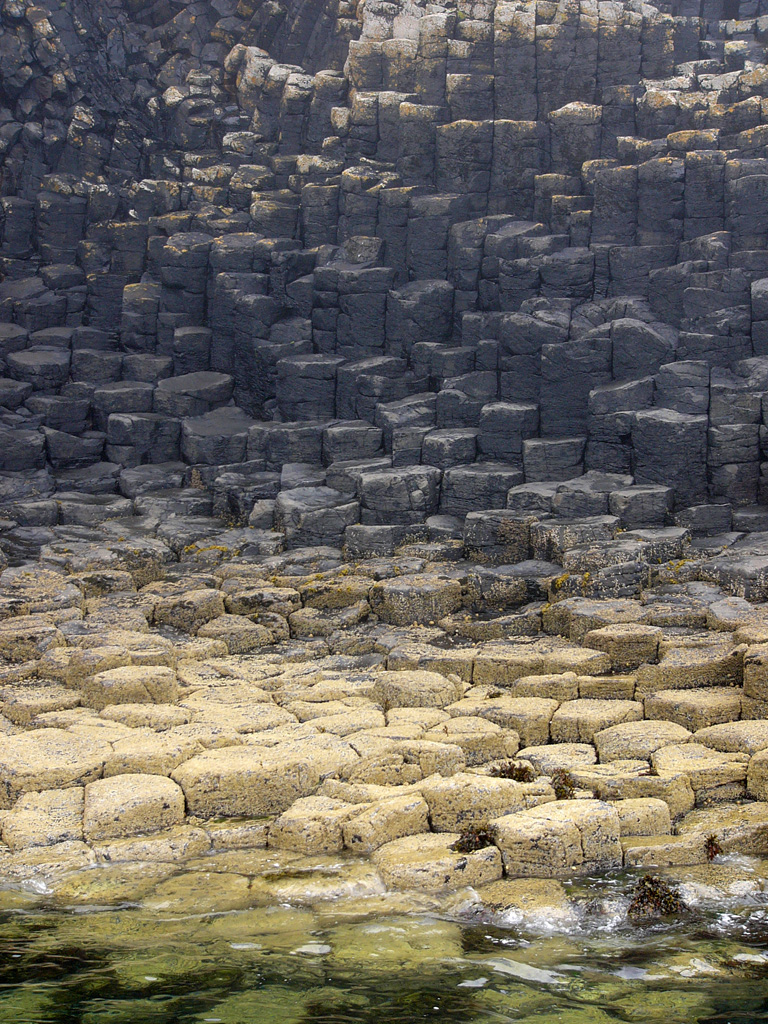
Staffa est une île formée par des éruptions volcaniques il y a 10 millions d'années. Ses orgues basaltiques sont une formation géologique résultant du refroidissement d'une coulée de basalte peu après son émission.

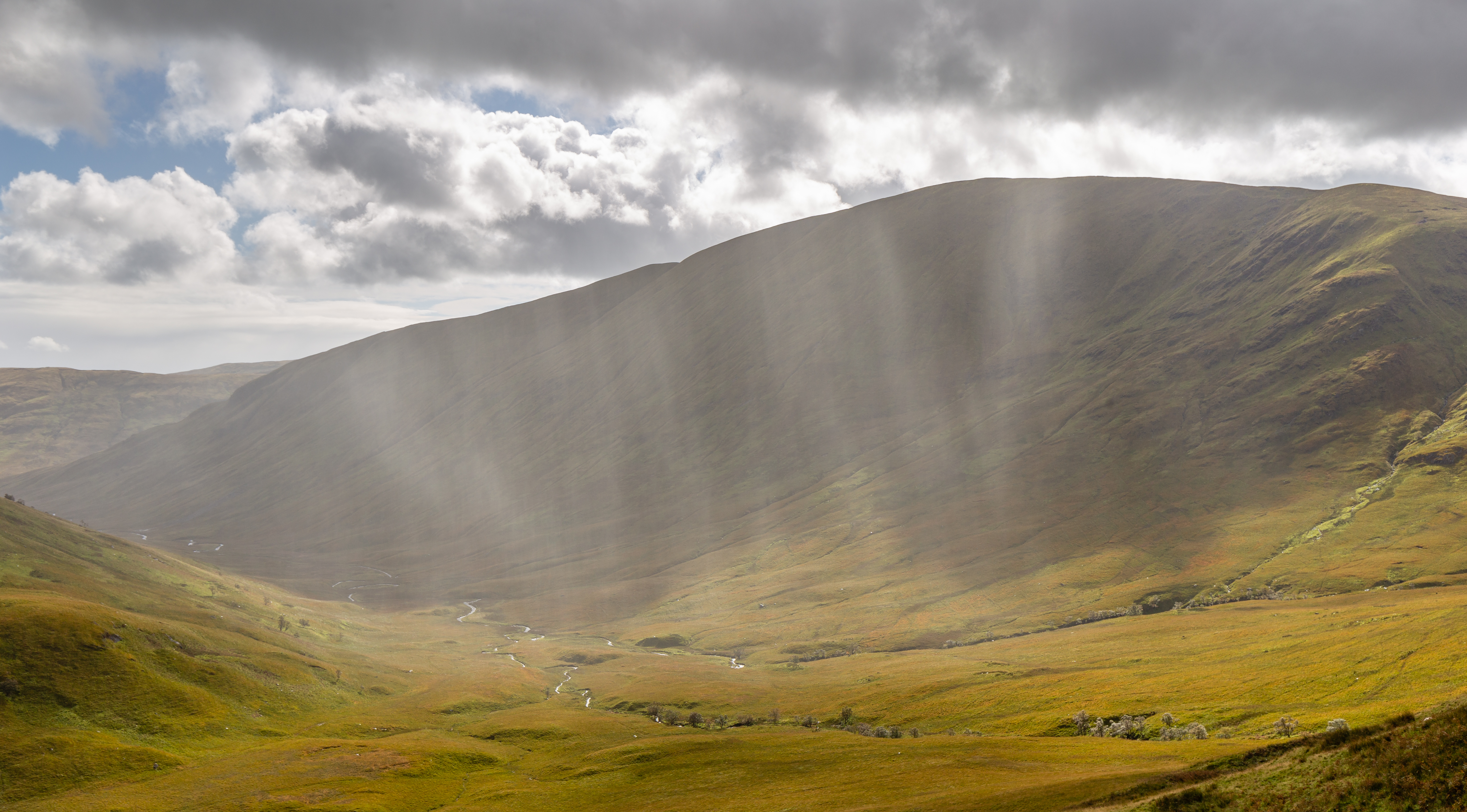
Pluie sur le Beinn Eich, Luss Hills. En bas, Mollochan Burn. Septembre 2018.

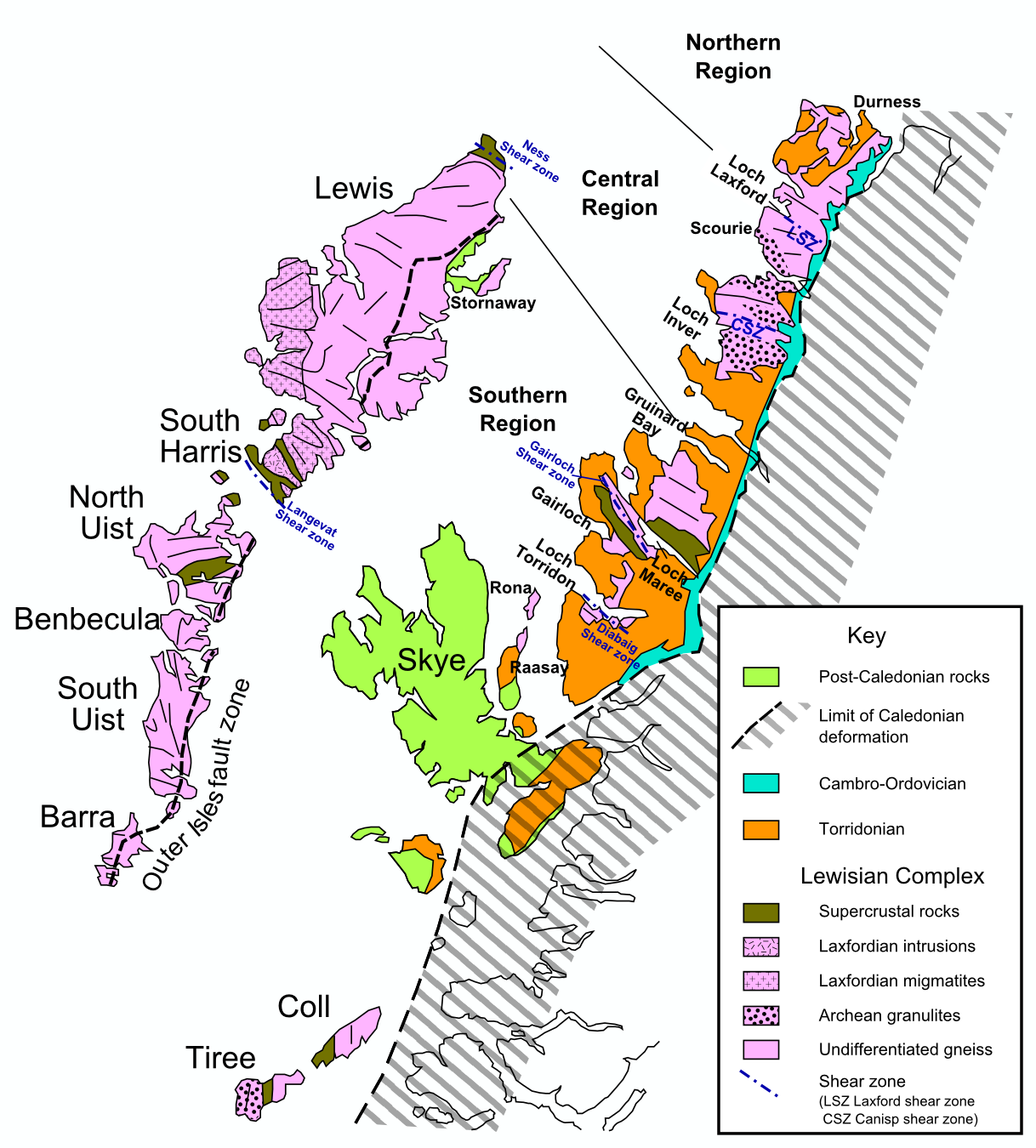
Carte géologique, montrant le groupe de Lewis sur Tiree et Coll.

L'Écosse est divisée en deux grandes zones : les Lowlands, et les Highlands. Cette division est d'une part géographique, selon la ligne de faille des Highlands, et d'autre part culturelle. Argyll and Bute se trouve à la limite sud des Highlands. La région est frontalière au nord avec Highland, au sud avec le North Ayrshire et le West Dunbartonshire, et à l'est avec Stirling et Perth and Kinross.

La montagne de Beinn an Dothaidh (1004m) au soleil du matin dans l'Argyll and Bute. Janvier 2019.

L'Argyll and Bute est formé de plusieurs régions. Au sud, le Kintyre s'étend sur 50 km, de Tarbert jusqu'au cap du Mull of Kintyre d'où l'Irlande peut être aperçue, en passant par Campbeltown. Au nord du Kintyre se trouve le Knapdale, dont la limite avec les autres régions est constituée par le canal de Crinan. À l'est se trouve la péninsule de Cowal, séparée de l'île de Bute au sud par les Kyles of Bute. Lorne forme la région au nord. Un grand nombre d'îles, pour la plupart inhabitées, sont également rattachées à Argyll and Bute. Outre Bute, les principales îles font partie des Hébrides intérieures du sud et incluent Mull, Coll, Tiree, Jura, Colonsay, Gigha et Islay. L'île d'Arran, bien que seulement séparée du Kintyre par le Kilbrannan Sound, ne fait pas partie d'Argyll and Bute et est rattachée au North Ayrshire. Les régions constituant l'Argyll and Bute se retrouvent dans les titres de noblesse du Duc d'Argyll, qui est également Lord Kintyre, Lord Lorne (dont provient la galère noire de ses armoiries), Lord Mull, et comte de Cowall.
Le plus haut point est atteint à 1 126 m par le Ben Cruachan. En Écosse, les montagnes de plus de 3 000 pieds, c'est-à-dire 914 m, sont appelées munros. Le Ben Cruachan est un des munros que compte l'Argyll and Bute. La plus haute montagne de l'île de Mull et son seul munro est le Ben More à 966 m. La région compte aussi des groupes de munros, tels celui comprenant le Ben Lui (1 130 m) et le Beinn a' Chleibh (916 m). L'Argyll and Bute a un paysage caractérisé par l'alternance entre les montagnes et les vallées, où se trouvent l'essentiel des villes, voies de communications, et lochs. Le Loch Lomond est le plus grand loch de Grande-Bretagne en surface, et est profond de presque 200 m.

### Géologie
La majorité de la zone est formée de roches métamorphiques du Dalradien, avec trois groupes distincts. Le principal est fait de marbre, schistes et quartzites. Le second, s'étendant selon un axe sud-ouest nord-est le long du Loch Fyne, est fait de schiste vert et amphibolite. Le troisième, formé d'ardoise, s'étend selon le même axe en passant par Garelochhead. La zone d'ardoise est connue sous le nom d'Easdale, une des Îles Slate et autrefois le centre de l'industrie britannique de l'ardoise. Cette ardoise provient de profonds bassins générés par des failles,. Parmi les autres types géologiques, l'île de Mull est essentiellement formée de roches volcaniques (basalte et andésite), l'ouest d'Islay ainsi que Tiree et Coll est fait de roches sédimentaires du groupe Torridonian et de roches métamorphiques telles que le gneiss Lewisien et le group de Moine. Les roches d'Islay résultent de la présence de failles et d'une glaciation. Port Askaig, sur la côte est d'Islay, constitue un exemple avec des débris de roches entraînés par les glaciers, nommés tillite,. Parmi les minerais disponibles dans la région se trouvent le plomb, la jaspe, et une catégorie de cristaux nommée spar.

### Climat
| « Di-luain thig an doireann trom, A shileas am bith eutrom,[...] Di-ciadain a sheideas gaoth, Sguaba lom air shrath is raon » | Le lundi viendra la grande tempête, déversée par l'insouciant firmament,[...] Le mercredi soufflera le vent, ballayant la vallée nue et la plaine |

L'Écosse a un climat océanique. Les vents viennent principalement de l'ouest, et ils amènent les nuages qui déversent leurs pluies le long de leur passage sur le pays. L'Argyll and Bute étant en première ligne, elle reçoit des précipitations de plusieurs milliers de millimètre par an, ce qui est équivalent en ordre de magnitude à ce que reçoit une forêt tropicale humide. La saturation en eau du milieu, résultant des fortes pluies, est à l'origine des nombreuses tourbières du territoire, qui se forment sur des sols plats où le drainage naturel est lent. Si les côtes ne sont pas épargnées par les pluies, elles bénéficient en revanche d'un climat extrêmement doux en raison de l'influence de la mer.

## Histoire

### Préhistoire
Pour un article plus général, voir Préhistoire de l'Écosse.

#### Âge du fer

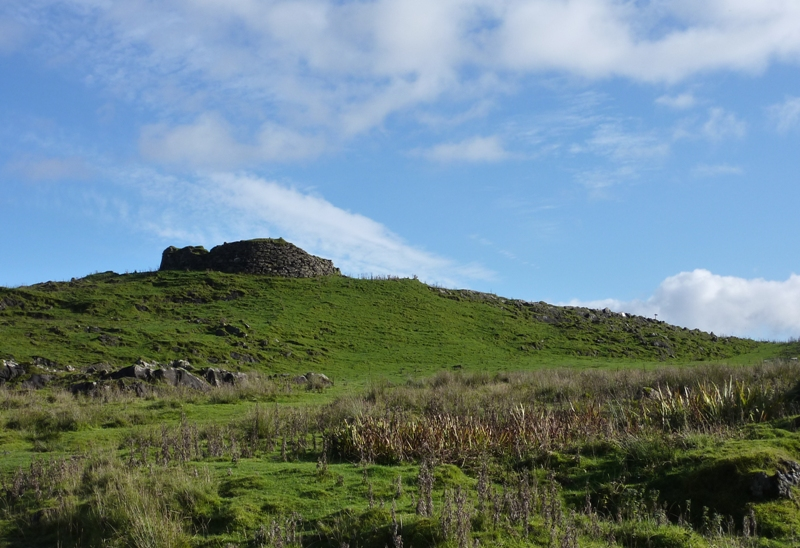
Le broch de Tirefour (ou Tirfuir), sur l'île de Lismore, s'élevait jusqu'à 15 m et la base de ses murs était épaisse de 3 m. Une broche romaine trouvée dans les fondations pourrait avoir constitué un don aux dieux pour la construction.

En dépit de l'inventaire de la Royal Commission on the Ancient and Historical Monuments of Scotland (RCAHMS) qui a recensé près de 500 sites, la région a été qualifiée de « trou noir » où « la compréhension archéologique de l'âge de fer a à peine commencée ». Les questions les plus fondamentales restent en effet sans réponses claires. Par exemple, établir une chronologie des différents types de bâtiments est délicat. D'une part, peu de fouilles de grande envergure ont été entreprises. D'autre part, les zones attractives pour l'agriculture en Argyll and Bute sont restées les mêmes pendant des siècles et les bâtiments ont ainsi été constamment réutilisés. La société est également peu comprise. Sous un aspect économique, la présence de moulins à céréale suggère que celles-ci étaient cultivées dans la région. Sous un aspect social, les bâtiments en pierres étaient visibles sur les terres pour indiquer par qui elles étaient contrôlées. Du VIIe siècle av. J.-C. au IIe siècle av. J.-C., la grande taille des bâtiments suggère que le contrôle des terres se soit fait par un large groupe, ou une élite sociale. Du IIe siècle av. J.-C. au IIe siècle, la maison ronde atlantique caractéristique de la région suggère un contrôle par un plus petit groupe.

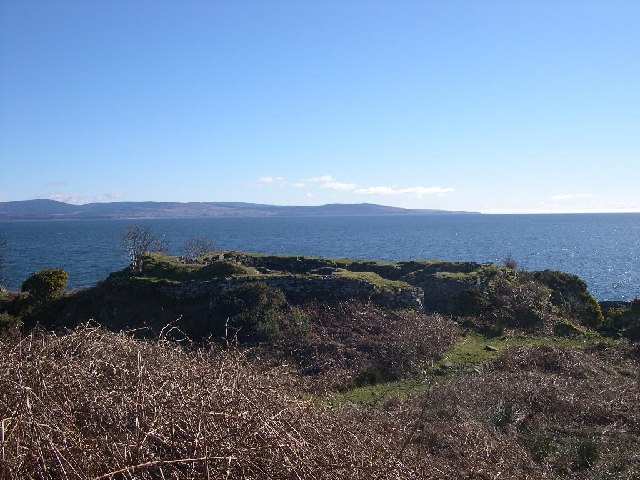
Kildonan Dun, dans le Kintyre. Le lieu fut occupé vers le début du II. Les fouilles ont mis au jour un artefact du IX indiquant une occupation, et le lieu fut encore utilisé entre le XIII et le XIV.

Les bâtiments étaient concentrés le long des côtes du Kintyre et de Lorn, ainsi que dans le nord du Knapdale. Cet emplacement aurait deux avantages. Sur le plan climatique, il offre une météo plus clémente que les contreforts des montagnes. Sur le plan des ressources, il permet l'agriculture et l'exploitation de la mer
. Le plus grand fort de Lorn était Dun Ormidale, perché sur la colline éponyme. Il était défendu naturellement par un relief abrupt, et de massifs murs de débris. Cnoc Araich était le plus grand fort du Kintyre, et ses défenses consistaient en des fossés et des triples remparts de terre et de pierres entassées. La région comporte également des sites tels que Dun Mac Sniachan et Carradale Point aux murs vitrifiés, c'est-à-dire dont les matériaux ont été chauffés à très haute température. Le procédé de construction de tels murs fait l'objet de débats. Les murs étaient couramment formés d'un entrelacement de pierres et de bois, et y mettre le feu peut faire fondre les pierres. Dans son étude de la région, le professeur d'archéologie Dennis W. Harding réfute l'hypothèse selon laquelle mettre le feu à un mur aurait été un acte volontaire pour espérer renforcer la structure. Selon lui, le procédé affaiblit la structure et résulte donc plus probablement de la pratique consistant à systématiquement raser un site capturé. Cette hypothèse est aussi retenue par RCAHMS qui explique que le fort de Dunagoil sur l'île de Bute « était défendu par un rempart entrelaçant bois et pierre, vitrifié après avoir pris feu. À la suite de cette destruction le fort fut réoccupé, puisque des morceaux de pierre vitrifiée furent incorporés dans un mur ultérieur ».
Plusieurs types de bâtiments ont été construits en Argyll and Bute durant l'âge de fer. Le terme de Dun désigne des petits bastions. Certains bastions sont désignés comme des forts, mais la distinction entre un fort et un dun est reconnue comme était « plutôt arbitraire ». Harding distingue deux types de duns : celui irrégulier et sans toiture constituant une enclosure, et celui ovoïde avec un toit également appelé maison ronde atlantique. Ce dernier type inclut le broch et la wheelhouse. Les caractéristiques du broch sont la présence d'une galerie intra-murale, un décalage dans le mur laissant un espace et des trous derrière les portes pour recevoir des poutres utilisées comme verrous. Le crannog est un autre type de construction, et désigne une île artificielle ou naturelle et renforcée. La région compte cinquante sites de crannog, et le seul à avoir été l'objet de fouilles à notre époque est celui du Loch Glashan lorsque des travaux hydro-électriques ont permis de faire baisser le niveau des eaux et de révéler la structure de chêne et bouleau.

### Moyen Âge
Pour un article plus général, voir Écosse au Moyen Âge.

#### Le royaume de Dál Riata

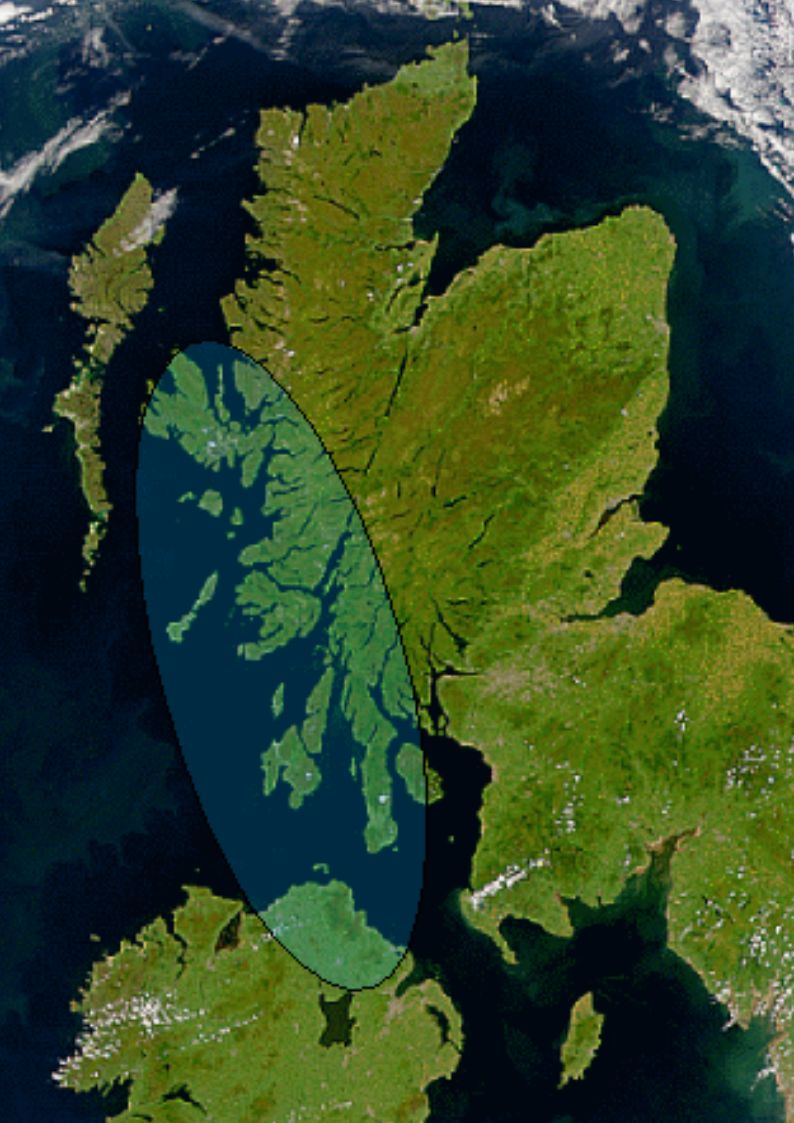
Le royaume de Dál Riata, composé approximativement de ce qui est à présent le comté irlandais d'Antrim, l'Argyll and Bute et la région écossaise de Lochaber rattachée administrativement à Highland.

La tradition selon laquelle l'ouest de l'Écosse aurait été colonisé par des Gaëls, peuple celte d'Irlande, reste sujette à débat. Nombre des personnages décrits dans cette période doivent ainsi être considérés en gardant à l'esprit qu'ils relèvent de traditions historiques médiévales. D'après le Lebor Gabála Érenn, le récit irlandais contenant les mythes fondateurs, vivait au Ier siècle un haut roi d'Irlande connu sous le nom de Conaire Mór. Ses descendants sont les Síl Conairi, signifiant la « graine de Conaire ». Parmi ceux-ci, son fils Cairbre Riada se rend dans le nord de l'Irlande, y étant amené par la famine, et conquiert le comté d'Antrim, faisant partie de l'Ulster. D'après Bède le Vénérable, son territoire se serait appelé le Dalriada, signifiant « la partie de Riada ». Selon les versions, il aurait navigué et atteint l'ouest de l'Écosse au IIIe siècle, étendant ainsi le royaume de Dalriada, ou ses descendants auraient fait le voyage. Pendant deux cents ans, l'histoire de ce royaume demeure dans l'ombre, jusqu'au voyage vers l'an 500 d'un chef Gaël nommé Fergus Mòr. Fergus est un descendant de Riada, et il se trouve à la tête d'une vague de migration, déplaçant sa capitale de Dunseverick dans l'Antrim à Dunadd en Écosse. Lui et ses frères Loarn et Oengus se partagent les terres, et forment les trois principaux clans ou cenél. Le clan de Fergus est le Cenél nGabráin, et il occupe l'île de Jura, le Kintyre et les terres à l'est telles que les îles d'Arran et de Bute. Le clan de Loarn, le Cenél Loairn, occupe les terres au Nord, y compris les îles de Mull, Coll et Tiree. Enfin, le clan d'Oengus, le Cenél nÓenguso, prend possession d'Islay. Le Cenél Comgaill apparaît vers 700. Issu du Cenél nGabráin, il occupe la péninsule de Cowal.
L'état de la colonie est décrit dans le Senchus Fer n-Alban, qui constitue le plus ancien recensement de Grande-Bretagne. Le texte décrit le nombre de maisons pour chaque Cénel. La maison est une unité fondamentale pour cette période, bien qu'aucune définition précise n'en soit donnée. Elle est utilisée pour estimer les ressources militaires mobilisables, ainsi que les taxes. Deux lieux sont particulièrement importants, d'une part par les multiples références dans le Senchus Fer n-Alban, et d'autre part par les objets trouvés lors des campagnes de fouilles. Dun Att, ou Dunadd, est le lieu où furent trouvés le plus d'objets, tels que des poteries marquant des signes de richesse, ou un grand nombre d'objets en métal suggérant une importance militaire. Dunadd est potentiellement le principal fort royal de Dál Riata, et il contient une empreinte de pied, supposée utilisée pour l'intronisation : le roi place son pied dans l'empreinte comme symbole de l'attachement à sa terre. L'occupation du site débute au Ve siècle, et il est agrandi avec les siècles. Le second site le plus important, tant en objets qu'en références, est Dun Ollaigh, ou Dunollie. Le site semble avoir été un centre royal, actif aux VIIe et VIIIe siècles.

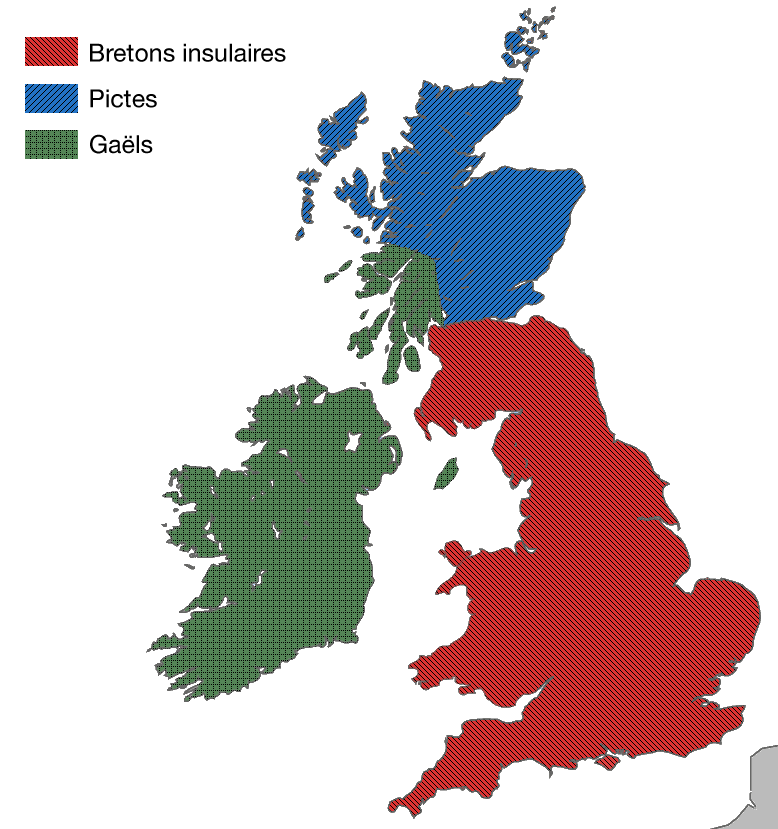
Forces en présence vers le Ve siècle, illustrant l'arrivée des Gaëls.
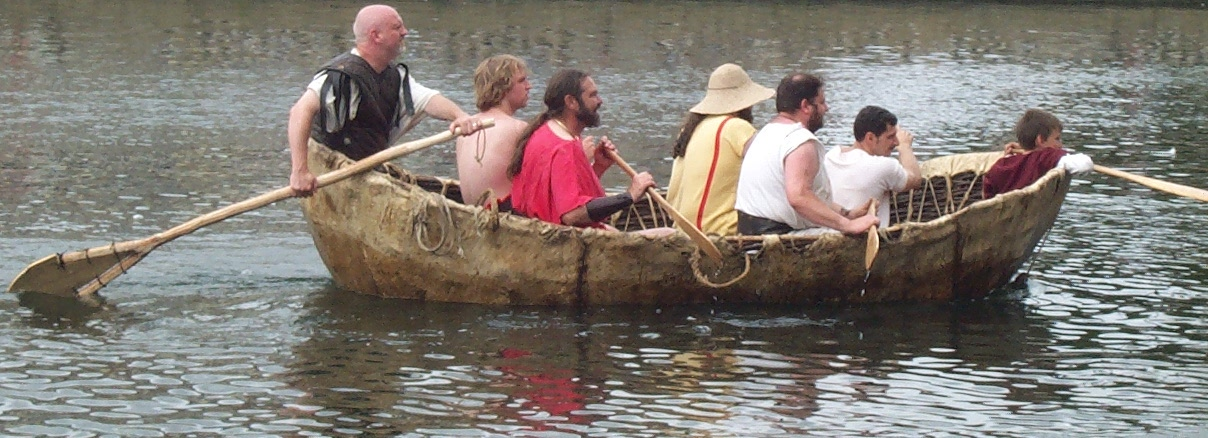
Le currach, bateau des Gaëls en peaux, et principal moyen de transport entre les îles.

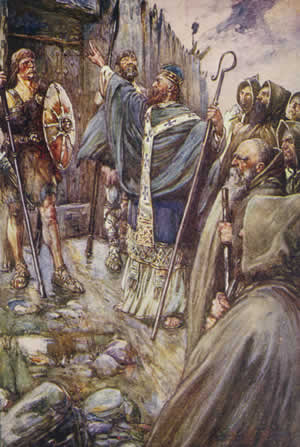
Colomba d'Iona servira de diplomate pour les Gaëls, ici devant la porte de Brude mac Maelchon, roi des Pictes. Sa vie sera décrite dans Vie de saint Columba, par son successeur, Adomnan d'Iona. Tous deux seront faits saints. Illustration de John R Skelton.

L'époque voit la fin des druides et l'arrivée du christianisme irlandais. Deux missionnaires se distinguent : Moluag, venant du Dál nAraidi, et Colomba. Tous deux établissent des monastères au VIe siècle : Colomba établit celui de l'île d'Iona, et Moluag celui de Lismore, alors une île sacré pour les Pictes de l'ouest. Tandis que Colomba jouit d'une grande influence politique et évangélise les habitants de Dál Riata, Moluag évangélise les Pictes comme Ninian avant lui. Ils deviennent des saints, comme plusieurs gravitant autour d'eux ou de leurs monastères : saint Otteran, mort à Iona, saint Adomnan, 9e abbé d'Iona, et les saints vénérés à Kingarth tels que le natif saint Blane et saint Cathan. La présence des saints laisse plusieurs reliques, occasionnellement transportées pour des circuits en Irlande. La trinité irlandaise des reliques est constituée des crosses, des livres, et des cloches.
Colomba était considéré comme un saint guerrier, et trois reliques lui sont particulièrement associées : sa crosse nommée Catchbuidhe, soit « victoire de la bataille », un psautier nommé Cathach, et une autre relique nommée Brecbennoch. Le Cathach était un vexillum, ce qui désigne une bannière pour les Romains, mais pour les Celtes prend le sens général d'un objet religieux utilisé pour bénir les troupes. Le Cathach était contenu dans une boîte en bois, elle-même enchâssée dans une boîte en cuivre. Sur la base de cette observation, il est suggéré que le Brecbennoch, aussi désigné comme vexillum, devait avoir une allure similaire. Cette relique a la réputation d'avoir été utilisée pour bénir l'armée lors de la bataille de Bannockburn où les Écossais remportent une victoire écrasante. Il est suggéré qu'il s'agisse du reliquaire de Monymusk, mais cette hypothèse a été remise en cause. Les reliques de Moluag sont une cloche et sa crosse, le Bachuil Mor. Le clan MacLea est le coarb ou « successeur » de Moluag et conserve sa crosse. Une réalisation importante issue du christianisme irlandais est le livre de Kells, considéré comme un chef-d'œuvre de l'art irlando-saxon, et réalisé par des moines d'une des communautés de saint Colomba.
Le VIIIe siècle voit l'arrivée des Vikings. Grâce à leurs bateaux, supérieurs aux currachs des Gaëls en peaux, ils conquièrent aux Gaëls en 847 les Hébrides intérieures du sud, devenant désignées par Innse Gall, « îles des étrangers ». Les terres restant aux Gaëls sont alors désignées par Airer Gaedel, « littoral des Gaëls », dont dérivera Argyll. La venue des Vikings entraîne de profonds changements. Sur le plan politique, la partie écossaise du Dál Riata est séparée de la partie irlandaise par les îles tenues par les Vikings. Face à la pression des Vikings, les clans fuient à l'est, chez les Pictes. Ce déplacement à l'est sera visible encore plusieurs siècles après : les Mormaer de Moray revendiqueront leur descendance du Cenél Loairn. Ceci accélère l'union des Pictes et des Gaëls et Kenneth MacAlpin, régnant sur les deux peuples, est qualifié de premier roi d'Écosse. Sur le plan religieux, les Vikings font plusieurs raids sur Iona, en 795, 902 et 825, poussant les moines à fuir à l'abbaye de Kells en Irlande. Avec le temps, les Vikings se mêlent aux Gaëls, engendrant un peuple de Norvégiens-Gaëls qui reviendra à la chrétienté. Le mélange de leurs cultures se retrouve dans des croix celtes portant des inscriptions en runes.

#### Contexte: fonctionnement des clans
Pour un article plus général, voir Clan écossais.

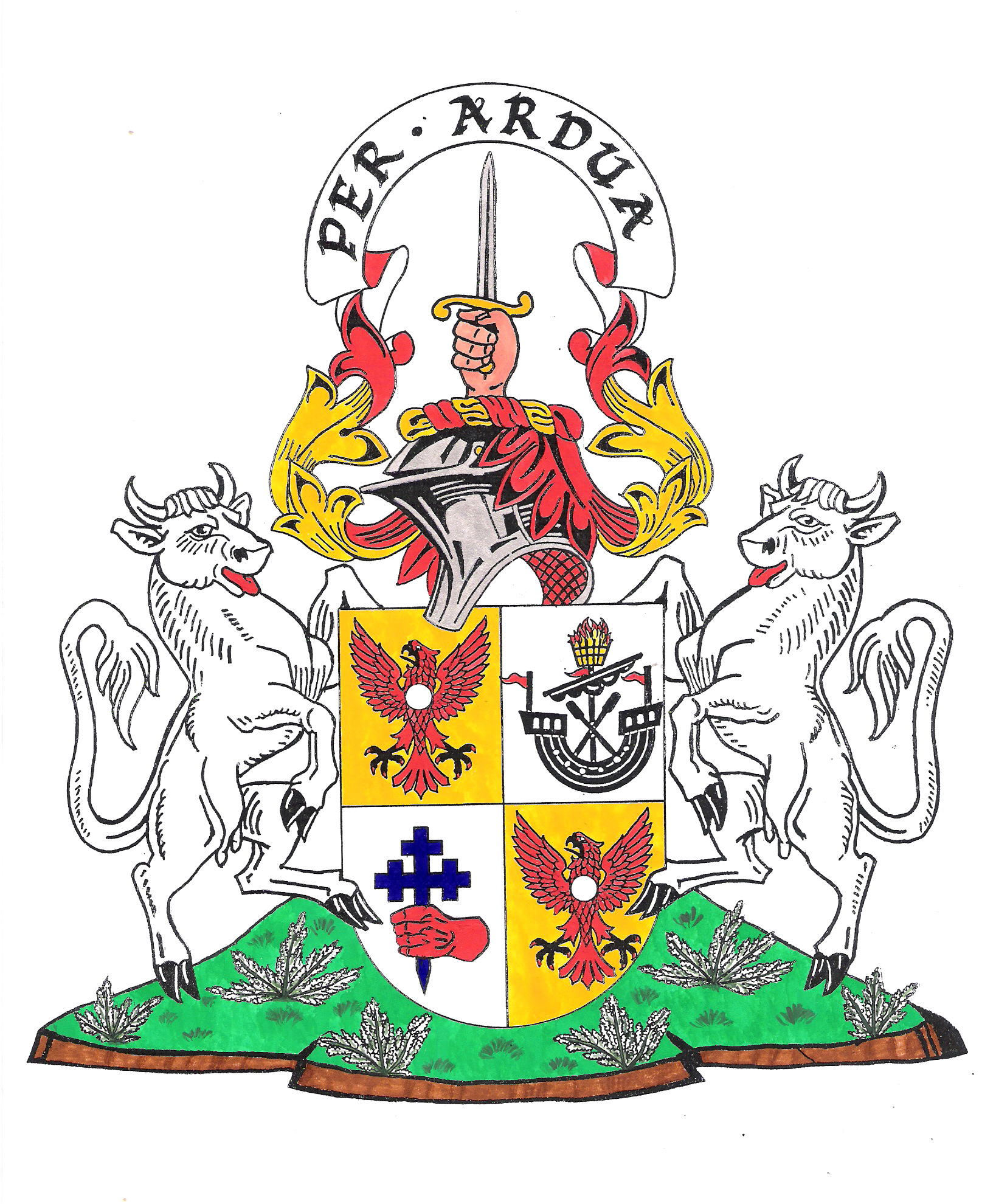
Armes du clan MacIntyre, « fils du charpentier ». La galère noire est l'emblème de Lorne.

Les clans, maintenant associés à l'ensemble de l'Écosse, proviennent des gaéliques dans les Highlands. Ils constituent ainsi des acteurs essentiels pour comprendre l'histoire d'Argyll and Bute, et sa politique. Les clans ont principalement trois fonctionnements. Les grands clans construisent leurs domaines en alternant entre conquêtes, mariages, et chartes royales, et ont une approche organisée où le chef confie la gestion des nouvelles vastes terres acquises à des parents. La transition de pouvoir se fait généralement en douceur : le clan qui détient les terres travaille pour le nouveau propriétaire, tels les Macilvernock qui continuent de rassembler le ban mais le font au nom des Campbell. Les clans plus petits ont une gestion moins centralisée, et les membres font par eux-mêmes l'acquisition de petites propriétés. Afin d'essayer de s'étendre tout en conservant ses biens, les hommes essayent de se marier en dehors du clan et les femmes à l'intérieur. Enfin, un troisième type de clan, correspondant à une classe moyenne, est basé sur la notion de métier : les membres du clan sont au service d'un clan plus grand, et exercent une profession héréditaire.
Ceci est le cas pour une myriade de clans. Par exemple, de nombreux clans occupent des professions clairement définies pour le seigneur des Îles : les MacSporran (signifiant « fils de la bourse ») sont les trésoriers, les Macfie de Colonsay sont les seanchaidhean (porteurs de la tradition c'est-à-dire historiens et généalogistes), et les MacVurich sont les joueurs de cornemuse. De façon similaire, les MacInleister viennent de Macan leisdeir soit « fils du constructeur de flèches », les MacNocaird viennent de Mac na Cearda signifiant « fils du forgeron », et les MacPhail sont docteurs ; ces deux derniers clans travaillaient pour les Campbell,. Un grand nombre de noms de clans à fonctions religieuses dérivent du saint qu'ils servent, et peuvent alors comporter Gille signifiant servir (tels les MacIlaheiney de MacGille sheathanaich qui servent Saint Jean), ou peuvent se référer au statut tels les MacPherson pour « fils du prieur » ou Macinespic pour « fils de l'évêque ». Le service de l'église impliquant de savoir lire et écrire, ces clans officient également comme administrateurs.

#### Les îles et l'Écosse

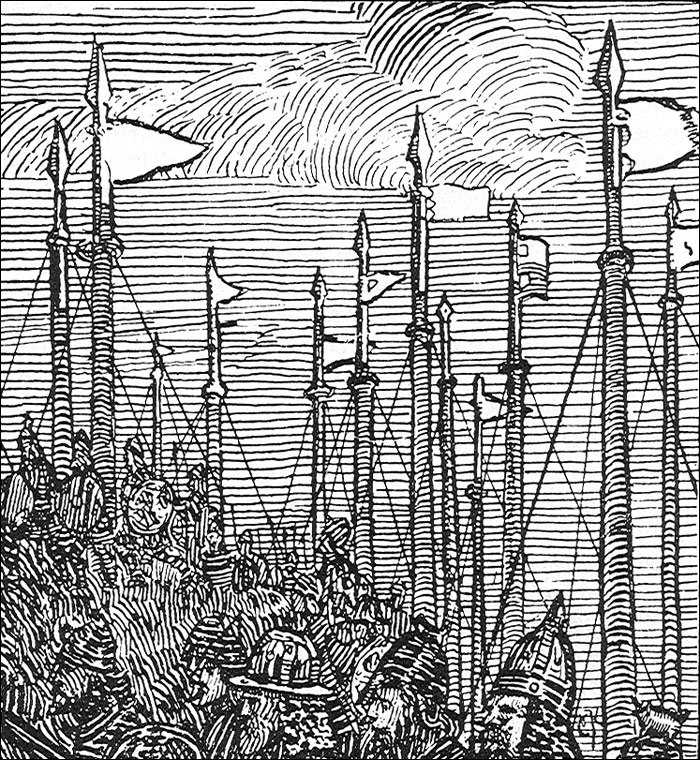
L'armée de Magnus III en Écosse.

Les îles prises par les Vikings sont par la suite dirigées par leurs fils, puis les enfants de ceux-ci. La relation avec la Norvège, initialement ténue puisqu'elle n'existait que comme ensemble de royaumes, se dilue avec le temps. Le roi de Norvège Magnus III lance une expédition et reprend le contrôle des îles. En 1098, il signe avec le roi d'Écosse Edgar Ier un traité dans lequel celui-ci reconnaît la souveraineté norvégienne sur les îles. Au début du siècle suivant, le roi des îles était Olaf Ier de Man. Sa fille épouse Somerled, désigné comme roi du Kintyre, et peut être récompensé pour avoir aidé Olaf dans ses conquêtes au nord. La montée en puissance de Somerled dans la région se fait au détriment du pouvoir central de l'Écosse, alors dirigée par David Ier d'Écosse. Les chartes de celui-ci montrent en effet qu'il perd le contrôle des terres de l'Argyll entre 1141 et 1152.
L'époque voit un important changement de la société. Malcolm III change les règles de succession de la tanistrie vers la primogéniture, où le pouvoir revient au fils aîné. À la fin de son règne, la conquête normande de l'Angleterre rejaillit sur l'Écosse, où l'influence des Normands s'exerce sur la maison de Dunkeld qui gouverne. Cette influence sera particulièrement forte avec la révolution davidienne de David Ier qui introduit la pratique de la féodalité, met en place une forme de gouvernement normande, et autorise une importante immigration des Normands. Parmi ceux-ci, Walter Fitzalan se distingue et forme l'origine du clan Stewart qui règnera sur l'Écosse à la fin du XIVe siècle comme Maison Stuart. Face à ces Scoto-Normand, les Norvégiens-Gaëls d'Argyll incarnent la tradition. Ainsi, Somerled, roi des îles et seigneur d'Argyll, représente le garant de l'ancienne culture celtique face à David Ier qui s'inscrit dans la modernité des normands.
Dans l'ensemble, il n'y a pas d'animosité entre Somerled et David : le second a de multiples batailles à livrer et ne peut s'occuper de l'Argyll, tandis que le premier y renforce son pouvoir. Cependant, la sœur de Somerled épouse Máel Coluim mac Alaxandair. Celui-ci livre une longue lutte contre David Ier pour le pouvoir, avec l'aide du mormaer de Moray également de culture celte. Máel Coluim est vaincu et emprisonné mais sa lutte est reprise par ses enfants lorsque David meurt et que son petit-fils prend la succession. Somerled prend parti pour ses neveux et conduit les armées d'Argyll et des îles dans une invasion de l'Écosse. En dépit de la capture de son neveu Domnall en 1153 et de la libération de Máel Coluim en 1157, la rébellion continue jusqu'en 1160. Somerled trouve la mort en 1164, lorsqu'il combat les Stewart à Renfrew.

## Patrimoine

### Demeures et châteaux

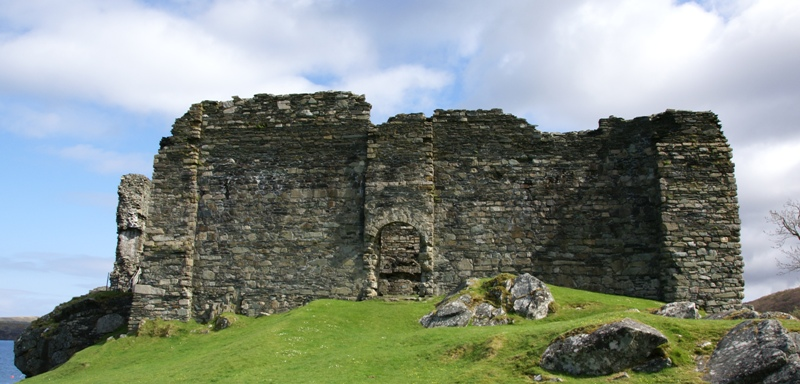
Le château de Sween du Clan MacSweeney fut détruit en 1647.

Le château de Sween est le plus ancien d'Argyll and Bute, et peut être le plus vieux château construit en pierre en Écosse. Construit vers le milieu du XIIe siècle, il est constitué d'un mur d'enceinte quadrangulaire, et les bâtiments se trouvent à l'intérieur. Les châteaux fondés sur ce modèle d'enceinte furent nombreux à être construits en Argyll and Bute durant le XIIIe siècle. Le château de Tarbert se dresse au-dessus de la ville éponyme, et avait été utilisé par Robert Ier d'Écosse comme une forteresse royale pour les Highlands de l'Ouest. Le château de Dunstaffnage, avec une enceinte haute de 18 m et large de 3 m, fut construit par les MacDougall de Lorn qui le perdirent au profit des Campbell lorsqu'ils soutinrent Jean d'Écosse, défait à la bataille du défilé de Brander. Le château d'Innis Chonnell constituait la principale forteresse des Campbell . Enfin, le château de Rothesay est unique en Écosse pour son enceinte circulaire. Des bâtiments plus modestes mais également construits au XIIIe siècle incluent le château de Skipness, le château de Fraoch Eilean, et les châteaux du seigneur des Îles tels Finlaggan sur Isley où se tenait sa cour, Claig sur Jura utilisé à l'occasion comme prison, et Aros sur Mull. Les châteaux étaient construits avec des pierres locales, et ainsi la géologie du lieu est visible dans les bâtiments. Les châteaux et les carrières étaient positionnés à proximité de cours d'eau, pour permettre l'acheminement des matériaux.

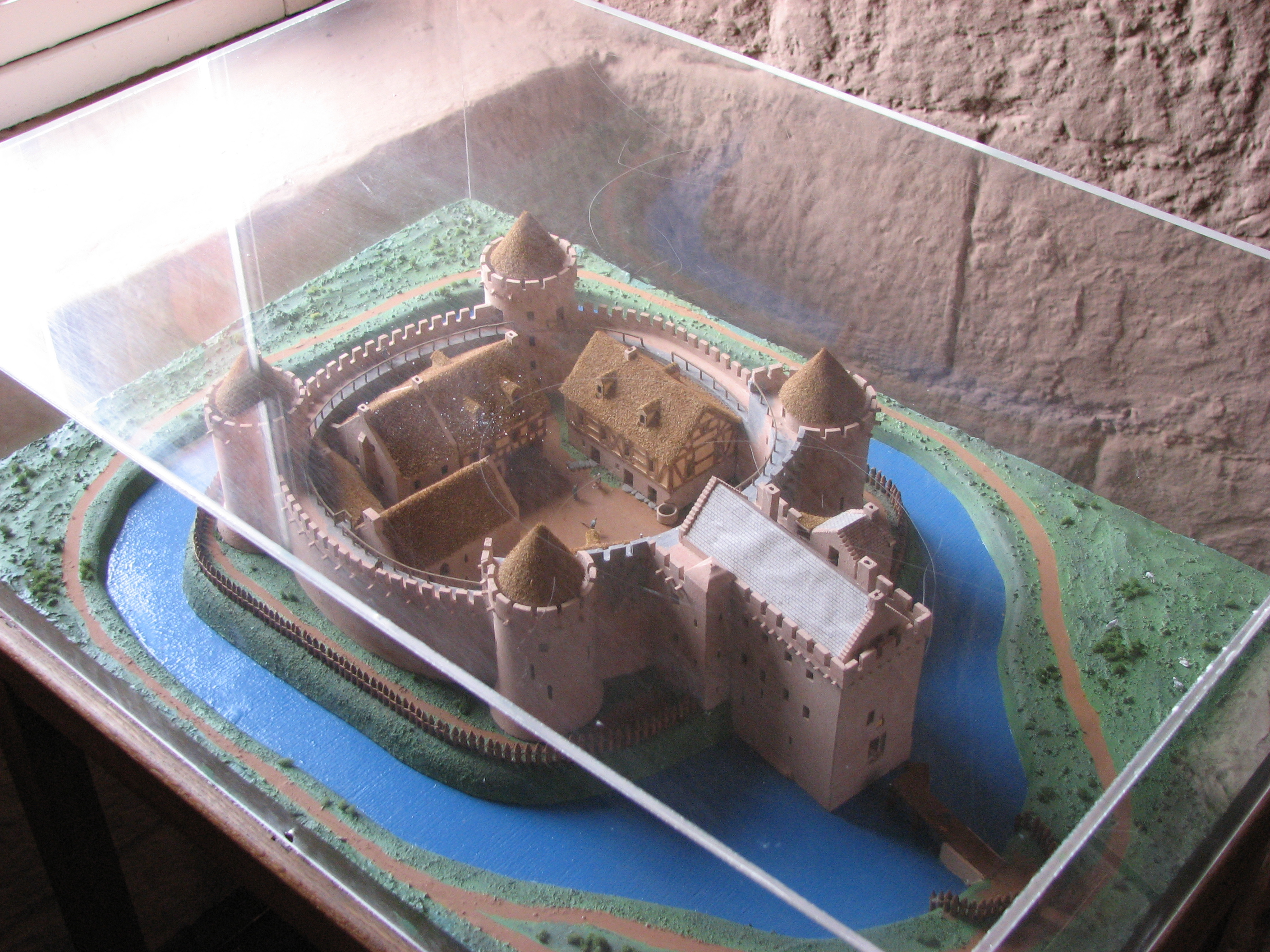
Maquette du château de Rothesay montrant son enceinte ronde et les bâtiments à l'intérieur.
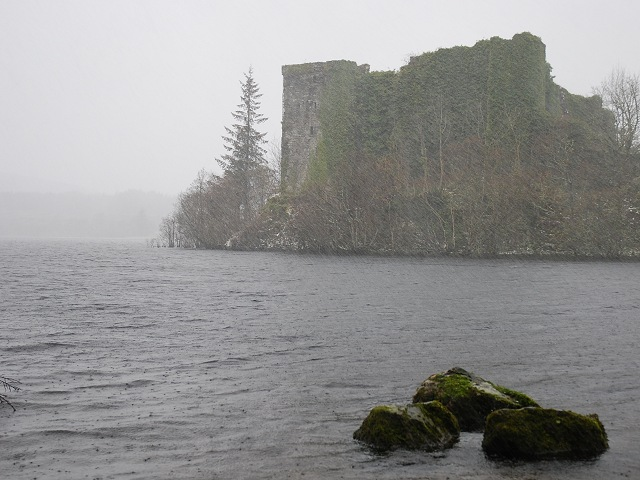
Innis Chonnell se dressant sur son île rocailleuse du Loch Awe dans le blizzard.
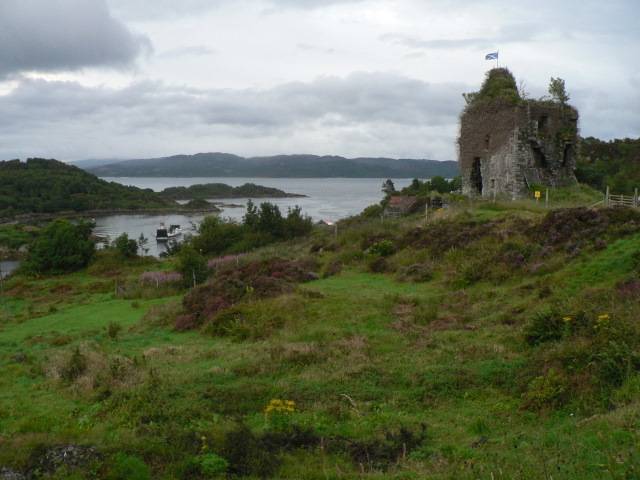
Le château de Tarbert. Il revint à Jean d'Écosse, et fut renforcé par Robert Ier d'Écosse pour le protéger des insulaires.
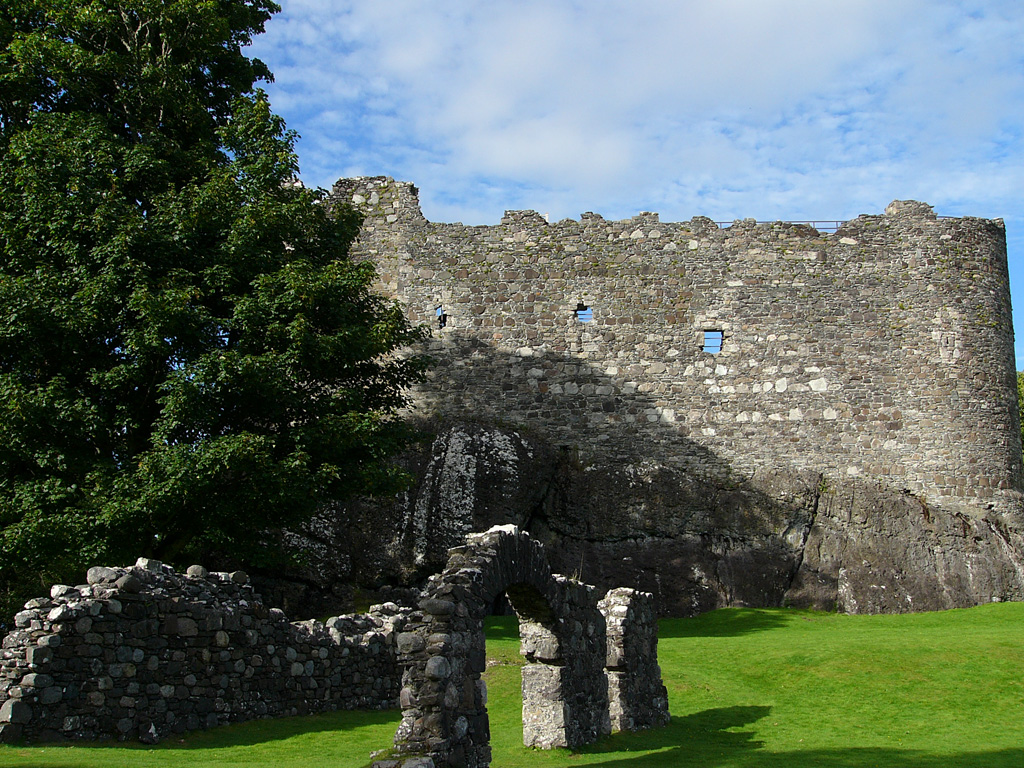
Le château de Dunstaffnage, construit par Donnchadh mac Dubhghaill ou MacDougall, petit-fils de Somerled.

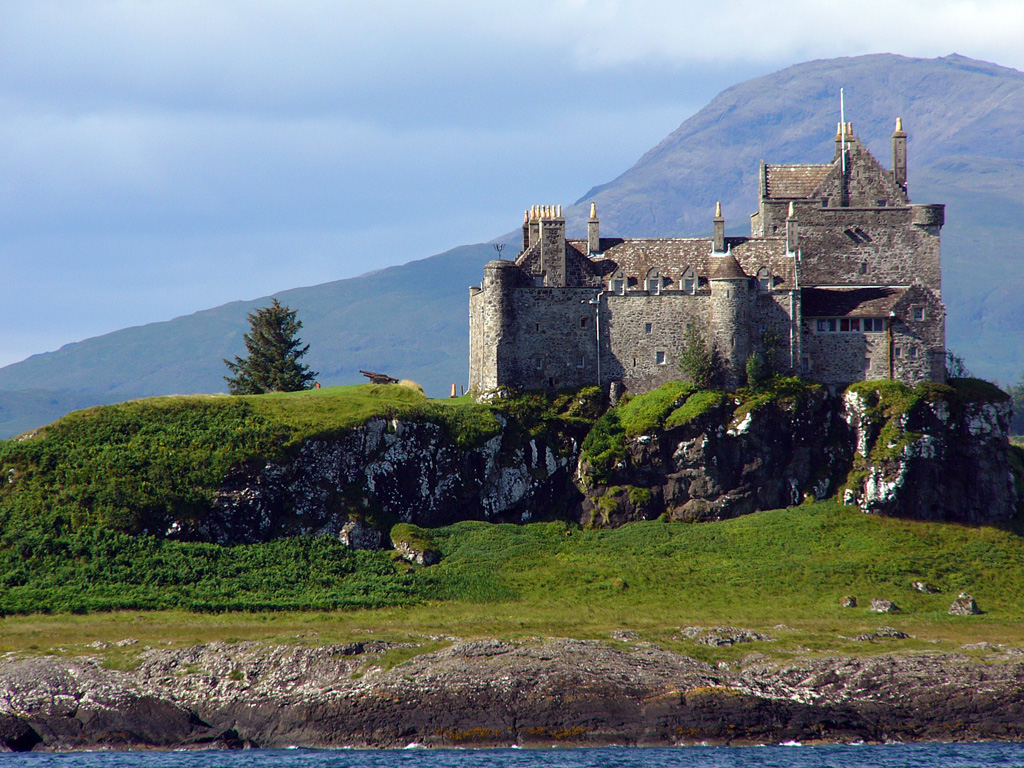
Le château de Duart.

Les XIVe et XVe siècles virent la venue de la maison-tour. Cette tour habitée fut adjointe à des châteaux plus anciens, tels le château de Duart du Clan Maclean ou le château de Sween. Elle constitua aussi nombre de châteaux du XVe siècle tels le château de Carrick du Clan Lamont, le château de Craignish des Campbell, le château de Moy des Maclean, le château de Dunollie des MacDougall, et le château de Breachacha sur l'île de Coll. À Breachacha, la branche des Maclean de Duart décida d'envahir leurs cousins de Coll. Les Maclean de Coll gagnèrent la bataille, coupèrent les têtes de leurs cousins et les jetèrent dans un ruisseau connu le « ruisseau des têtes ».
Le dernier seigneur des Îles manquait de clairvoyance politique. Il signe avec Édouard IV d'Angleterre un traité où il reconnaît la suzeraineté de celui-ci, qui s'engage à l'aider dans la conquête de l'Écosse. Au lieu d'une aide, Édouard révèle le traité à Jacques III d'Écosse qui prendra le contrôle des propriétés terrestres du seigneur des Îles dans le Kintyre et le Knapdale, en lui laissant le contrôle des îles. Après la prise de contrôle, la couronne donne son autorisation pour un vaste programme de construction dans ces terres, ce qui vit émerger le château de Saddell.

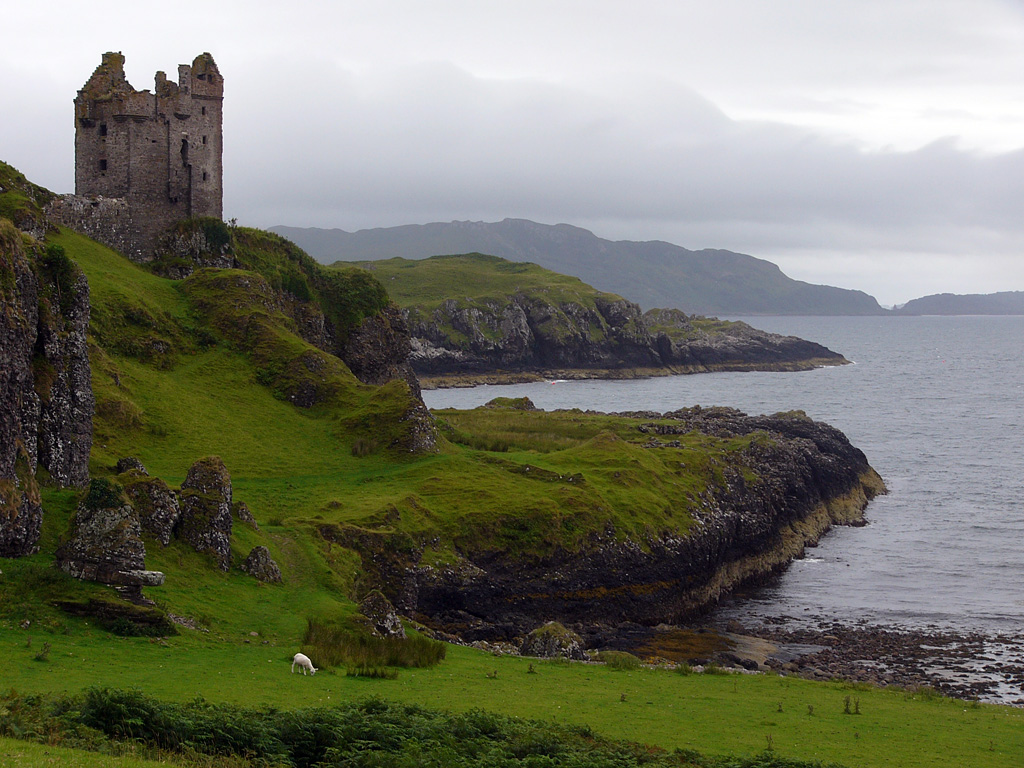
Le château de Gylen, surveillant les côtes déchiquetées de Kerrera.

Avec la fin du XVIe siècle vient le temps du confort et l'adoption du plan en L, qui peut-être vu comme l'union de deux ailes. Bien que ce plan ait des avantages défensifs, en permettant de couvrir l'entrée depuis l'autre l'aile, le principal but était l'agréable. L'origine du plan en L date de plusieurs siècles auparavant, par exemple avec le château de Neidpath du XIVe siècle dans la région des Scottish Borders, mais son adoption en Argyll and Bute ne vient plus que tard. Les deux principales réalisations du XVIe siècle sont le château de Gylen des MacDougall, se trouvant sur l'île de Kerrera et contrôlant l'approche vers Oban à travers le sound of Kerrera, et le château de Dunderave, construit comme le siège du Clan Macnaghten aussi écrit MacNachtan,. Une réalisation plus tardive est le château de Duntrune du XVIIe siècle qui réutilise le mur d'enceinte du XIIIe siècle.
Le plan en Z constitue une alternative à celui en L, avec une aile principale flanquée de deux tours aux coins opposés. Bien que populaire dans l'est de l'Écosse, il ne fut pas suivi dans l'ouest, en Argyll and Bute. La seule exécution sur un plan en Z est le château de Kilmartin, dont le corps est orienté nord-sud et les deux tours rondes se trouvent aux angles nord-est et sud-ouest. Une réalisation intéressante sur ce plan, dans les Scottish Borders, fut le château de Drochil. Réalisé par James Douglas (4e comte de Morton), le château ne fut pas achevé puisque Douglas fut exécuté par une guillotine qu'il avait lui-même apportée, impressionné par son efficacité.

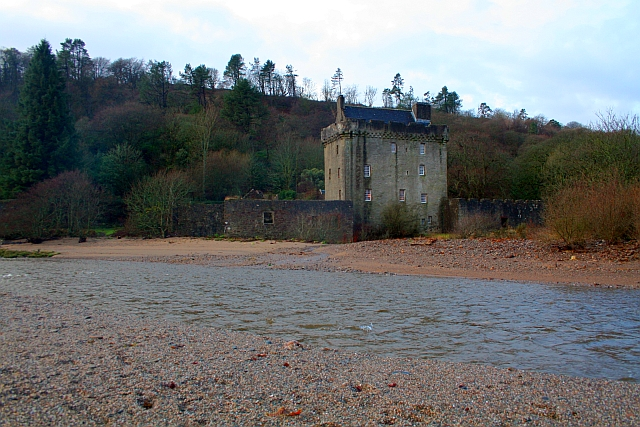
Le château de Saddell. Une trappe à l'entrée permettait d'envoyer les visiteurs indésirables dans une pièce sans sortie possible.
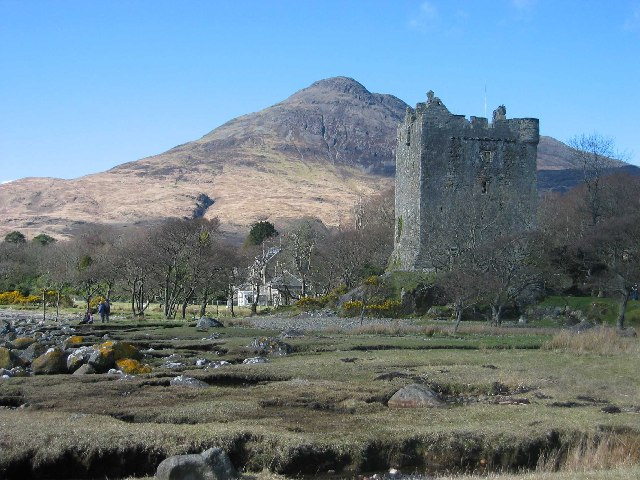
Le château de Moy, gardant le Loch Buie, abandonné en 1752.
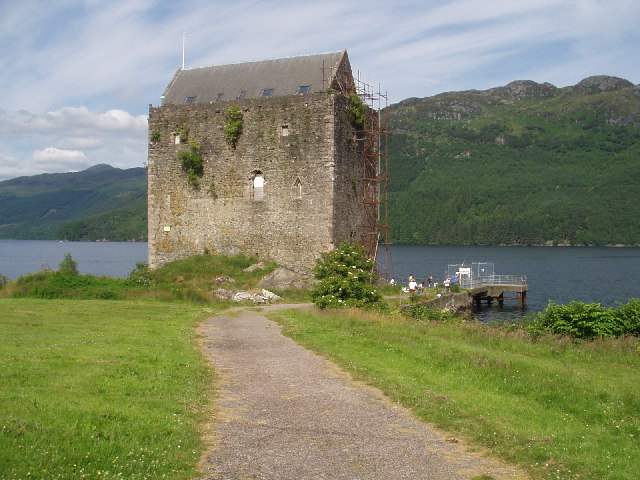
Le château de Carrick, surplombant le Loch Goil. Construit par le Clan Lamont, il passa aux Campbell puis revint au Clan Murray.
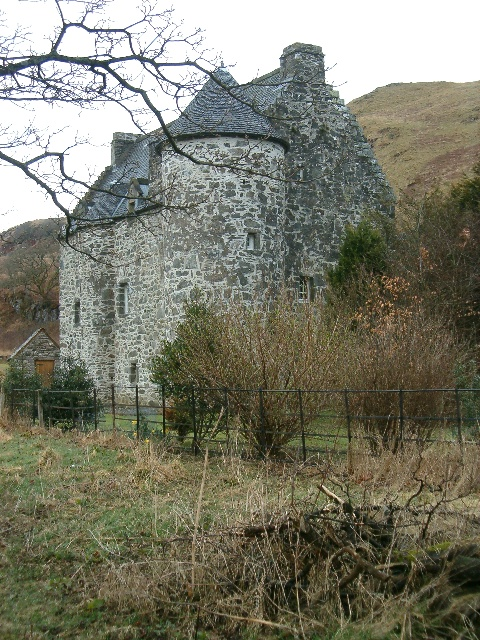
Le château de Kilmartin, unique sur un plan en Z en Argyll and Bute, après sa rénovation.

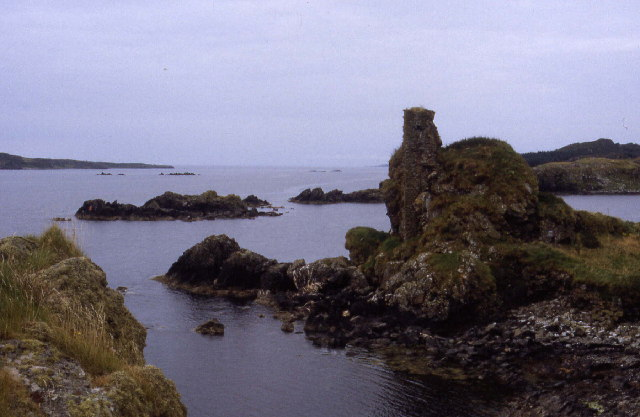
Les restes du château de Dunyvaig, gardant la bai de Lagavulin. Le château fut assiégé en 1615, 1630 et 1647.

Le XVIIe siècle est une époque troublée dans la région. Les principales forces en présence, c'est-à-dire les clans selon la logique des Highlands, sont les Campbell vers l'intérieur, les MacDougall dans le nord, les Donald dans le sud, les MacDonald sur Islay et les MacLean sur Mull. Durant une période de guerre civile, Archibald Campbell dirigea les covenantaires, opposés aux royalistes commandés par le marquis de Montrose. Alexander MacColla, lieutenant de Montrose, conduisit une armée qui s'empara du siège des Campbell, la ville d'Inveraray. Ceci fut suivi par le général David Leslie des covenantaires, qui ravagea le Kintyre, Islay, Mull et Lorn alors tenus par des forces royalistes dont les MacDonald et les MacLean. Après la guerre, Archibald Campbell fut condamné, guillotiné, puis son corps brûlé dans le Holy Loch. Son fils se rebella également contre le roi et, après une tentative manquée d'invasion, fut guillotiné de la même façon que le père. De leurs côtés, les Maclean de Mull perdirent leurs terres de Duart face aux créances. L'atmosphère était donc peu propice à la construction des châteaux, et beaucoup ne se relevèrent jamais des attaques qu'ils subirent. Un exemple est donné par le château de Dunyvaig, qui fut alors assiégé tous les quinze ans. En particulier, le siège de Leslie en 1647 signa la fin de châteaux tels que celui de Gylen, et la rébellion du fils de Campbell vit le démantèlement du château de Dunavarty en 1685.

### Patrimoine industriel

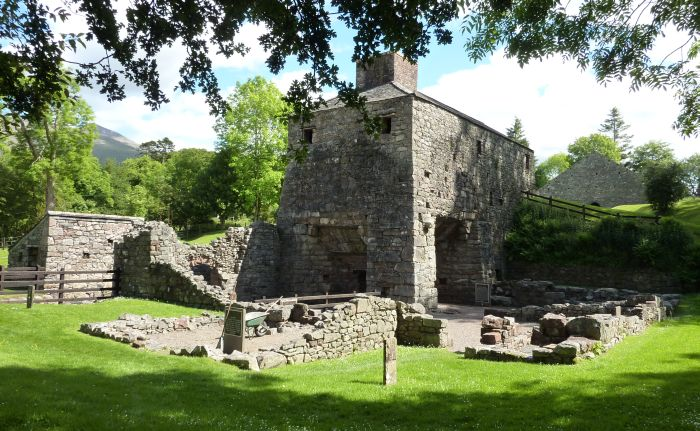
Les fourneaux de fer de Bonawe furent construits en 1753. Ils produisaient jusqu'à 700 tonnes annuellement, jusqu'en 1876.

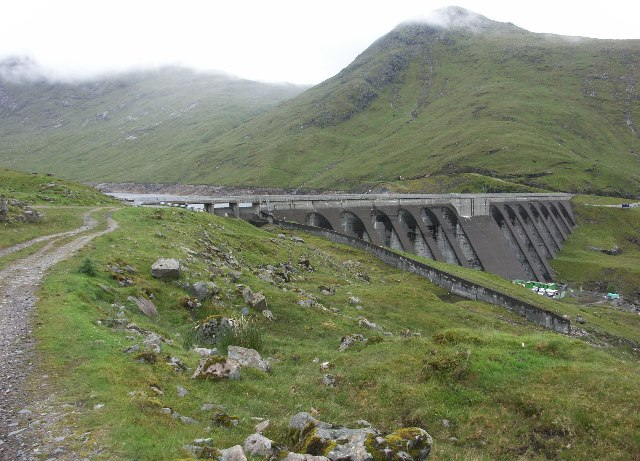
Le barrage du Cruachan, utilisant la technique du pompage-turbinage, fut construit au début des années 1960.

En tant que région rurale, la pêche et l'agriculture sont des piliers essentiels de l'économie depuis longtemps. Le passage de la pêche à l'échelle industrielle est illustré par la ville de Tobermory, sur Mull. La ville fut modifiée par la British Fisheries Society à la fin des années 1780 : les bâtiments du bord de mer furent tous changés, et une nouvelle ville fut entièrement conçue par Thomas Telford pour bénéficier des importantes ressources en harengs. Sur le plan de l'agriculture, la principale industrie a été celle du whisky qui se développe à la fin du XVIIIe siècle et atteint un pic au XIXe siècle avec 42 distilleries dans la ville de Campbeltown. Ces distilleries ont participé au développement des villes : Oban s'est développé autour de sa distillerie, fondée en 1794 et toujours en fonctionnement. Bien qu'il s'agisse d'une industrie traditionnellement associée à la région, ou du moins dans l'imaginaire populaire, elle n'est représentée que par 12 distilleries au début des années 2000.
L'utilisation des algues voit également une transformation industrielle, avec des usines qui brûlent les varech et utilisent les cendres pour la fabrication du verre et les savons. Ce changement va de concert avec l'introduction de la pomme de terre, qui offre un bon rendement sur des terres souvent peu fertiles, et nourrit ainsi l'afflux de travailleurs. Cette industrie fut prospère lorsque les cristaux de soude remplissant cette fonction ne purent pas être acheminés depuis le continent, mais des progrès techniques mirent fin à l'industrie et causèrent une vague de chômage en particulier sur Mull. L'industrie du textile connut un sort similaire avec un essor soudain mais bref, comme le montre l'exemple d'une usine ouverte à Inveraray en 1774, transférée trois ans plus tard à Auchindrain, et arrêtée en 1809.
La région a peu de ressources naturelles. Des carrières ont été utilisées de longue date, ainsi que l'atteste le grand nombre de châteaux en pierre. L'industrie du calcaire démarra en 1940 et, en une douzaine d'années, grandit jusqu'à une production cumulée de 430 000 tonnes et l'emploi de cinquante personnes. Les carrières d'ardoise cessèrent leurs activités au début du XXe siècle à la suite de la perte de leur principal marché : les habitants utilisaient des tuiles ou du bois pour leur toiture, plutôt que l'ardoise. Dans l'ensemble, l'industrie revêt dans la région un caractère anecdotique comparé aux secteurs essentiels du loisir et du tourisme. Cependant, la région a pris un nouvel élan dans les énergies. L'exploration pétrolière dans les années 1970 fut un échec et résulta dans la ville fantôme de Portavadie, mais les énergies renouvelables ont été mises en place avec succès. Le barrage de Cruachan a été choisi par l'organisme à but non lucratif Docomomo pour figurer dans la liste des soixante monuments clés de l'architecture écossaise d'après-guerre. Avec un tunnel de 1 km creusé dans la montagne, le barrage de Cruachan constitue aussi une attraction touristique visitée par plus de 60 000 personnes annuellement.

## Flore
Pour un article plus général, voir Flore de l'Écosse.

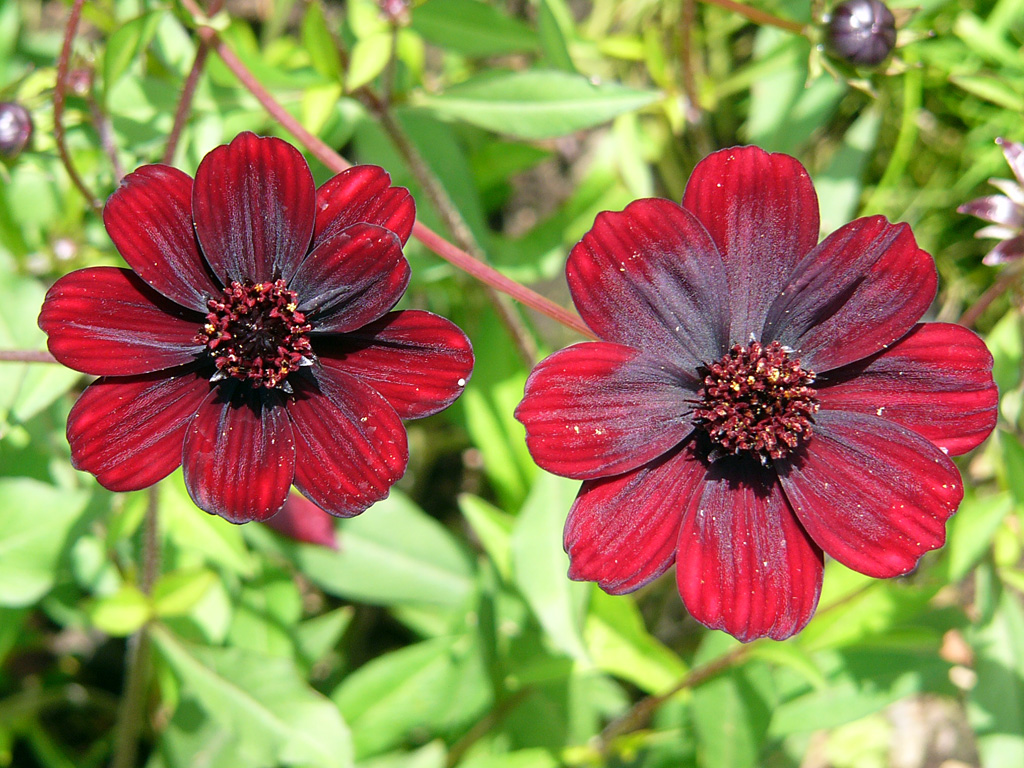
Cosmos atrosanguineus dans le jardin du château de Torosay. Cette plante ornementale est importée du Mexique.

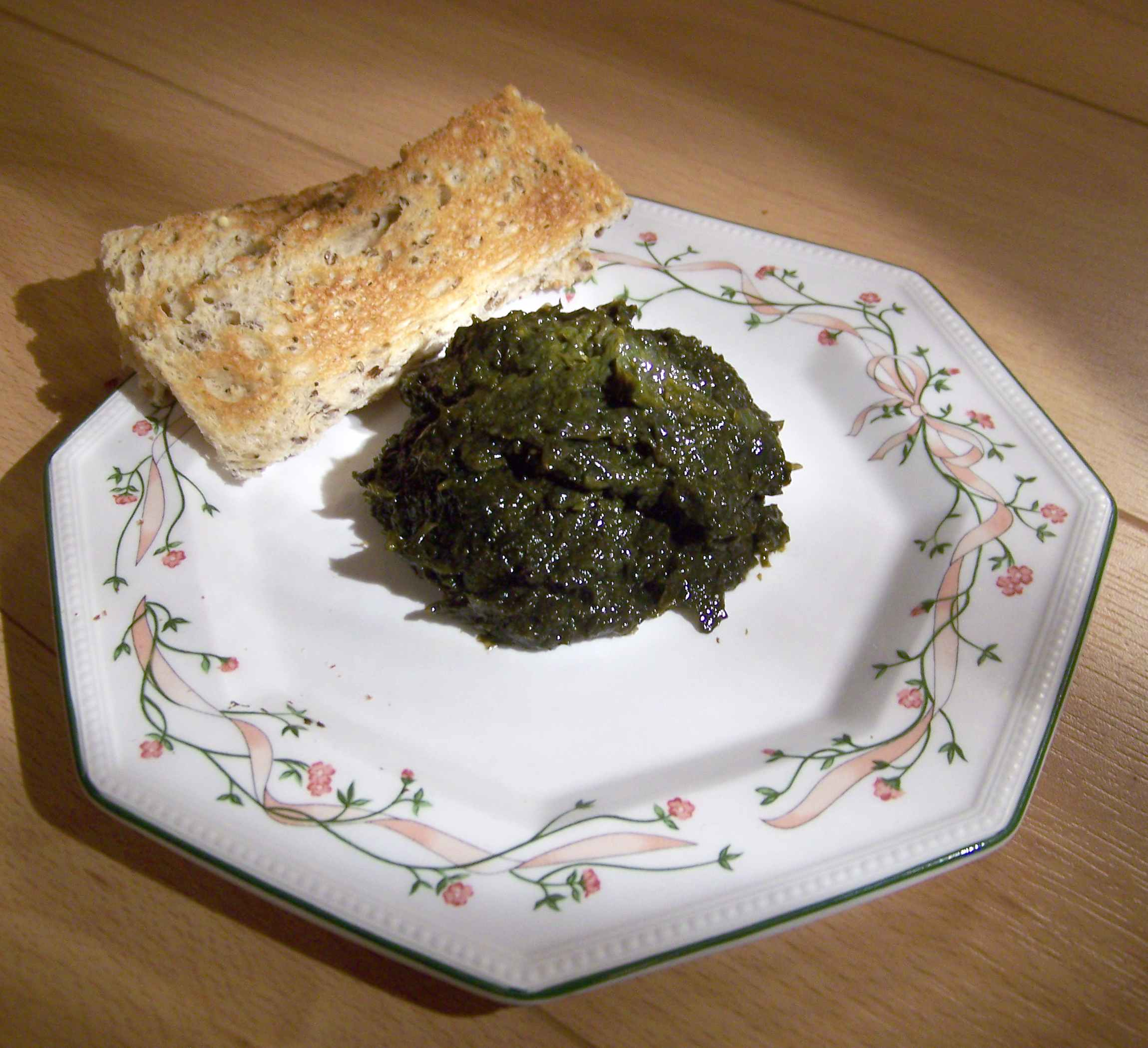
Une algue connue comme sloke en Écosse constituait une partie importante du régime des Hébrides, où elle était broyée et mijotée avec du beurre.

| « Buainidh mi an earr reidh, Gum bu treuinide mo bhas, Gum bu bhlathaide mo bheuil » | Je cueillerai la belle achillée, Et plus courageuses seront mes mains, Et plus chaudes seront mes lèvres |

L'Argyll and Bute contient une flore riche en espèces, comptant aussi bien un grand nombre d'algues le long des côtes que des plantes de l'étage montagnard. Par exemple, l'île de Colonsay abrite à elle seule plus de la moitié des fleurs sauvages britanniques. Ces espèces sauvages sont enrichies par les plantes exotiques que les habitants ont choisi de cultiver, tels le buisson australien Tasmannia lanceolata, l'arbuste sud-américain Embothrium coccineum, le Fascicularia bicolor chilien, et des bambous. Ces plantes s'acclimatent bien : le plus grand arbre de Grande-Bretagne est un sapin de Vancouver se trouvant en Argyll and Bute, introduit vers 1875 et mesurant 64,28 m en 2010 tandis que la collection nationale de Nothofagus (originaires de l'hémisphère sud) se trouve dans le jardin de Crarae,. Des plantes exotiques tels que le Lychnis ont aussi été introduites par le professeur John William Heslop-Harrison, qui publia plusieurs articles dans la première moitié du XXe siècle où il décrivait ses découvertes de plantes exotiques dans les Hébrides, alors qu'il les plantait lui-même. Bien que la région s'inscrive dans le cadre plus large de la flore de l'ouest des Highlands, elle compte des plantes particulièrement rares à l'échelle de l'Écosse : les fougères indigènes Cystopteris montana et Woodsia alpina, la Scheuchzeria palustris (seule espèce du genre Scheuchzeria, lui-même le seul de sa famille), ou les mousses Plagiomnium medium et Tortula marginata.
Les algues d'Argyll and Bute figurent en bonne place dans l'un des plus anciens recensements, entrepris par John Lightfoot au XVIIIe siècle, et publié dans Flora Scotica. Il trouve en effet la Pelvetia canaliculata le long des côtes de Bute, la Delesseria sanguinea, et également des nostocs à Mull qui étaient alors perçus comme algues bien qu'il s'agisse de cyanobactéries. Les algues étaient très utilisées dans l'alimentation, ce qui est depuis tombé en désuétude. Les moines de saint Columba ramassaient ainsi la Palmaria palmata, dont une des recettes est la soupe càl duilisg où elle est mélangée avec de l'avoine. La fausse-tige de la Laminaria digitata, encore vendue de nos jours pour usage alimentaire, était consommée cuite et étalée sur des sortes de gâteaux plats appelés bannocks, ou crue et trempée dans du whisky. La consommation d'algues faisait partie de la vie quotidienne. Par exemple, les enfants de Tiree allaient le long des plages pour ramasser l’Alaria esculenta dont ils croquaient la tige. L'usage des algues dans l'alimentation n'était pas cantonné à leur consommation directe. De la même façon qu'elles sont maintenant utilisées de façon indirecte dans l'industrie agroalimentaire (par exemple pour les gélifiant-épaississants), les algues étaient réduites en cendres pour trouver un nouvel usage : substitut au sel. Dans ce cadre, elles étaient employées à la conservation d'aliments ou à saler le fromage. Les algues constituaient aussi le principal engrais dans des îles comme Mull, où elles étaient transportées par chevaux ou dans des casiers. En dehors des utilisations artisanes ou traditionnelles, la région est à la pointe de la recherche sur les algues. En effet, la collection d'algues du Scottish Marine Institute à Oban compte près de 3 000 souches, ce qui en fait la plus diverse du monde.

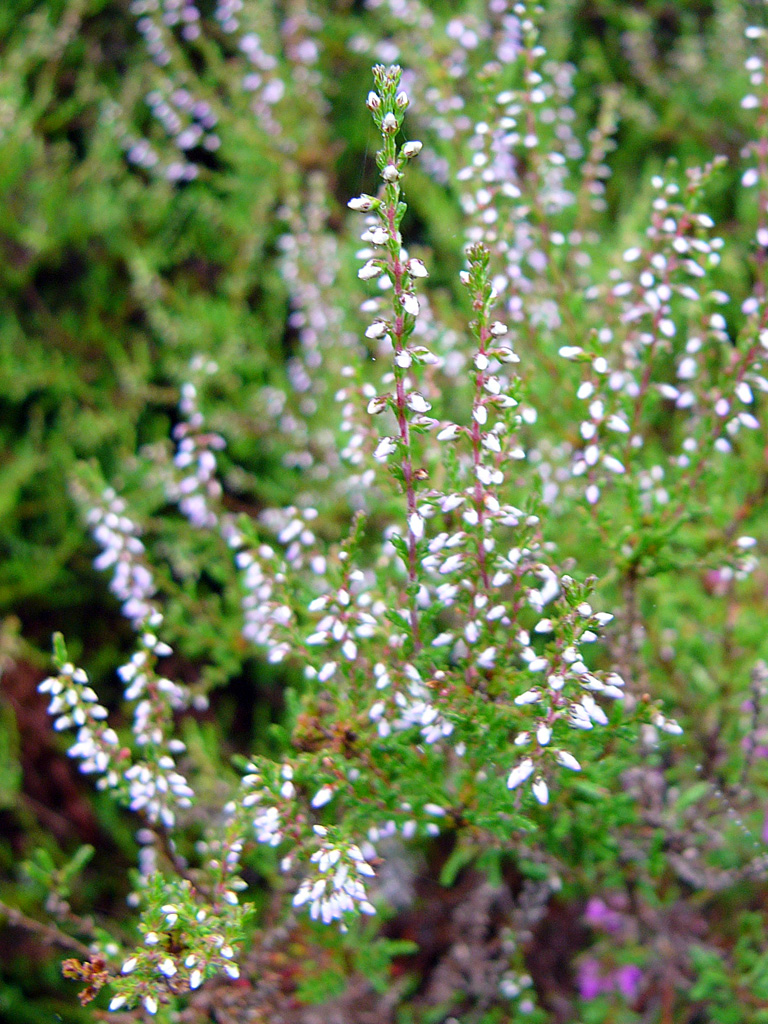
Une bruyère callune à Tobermory.
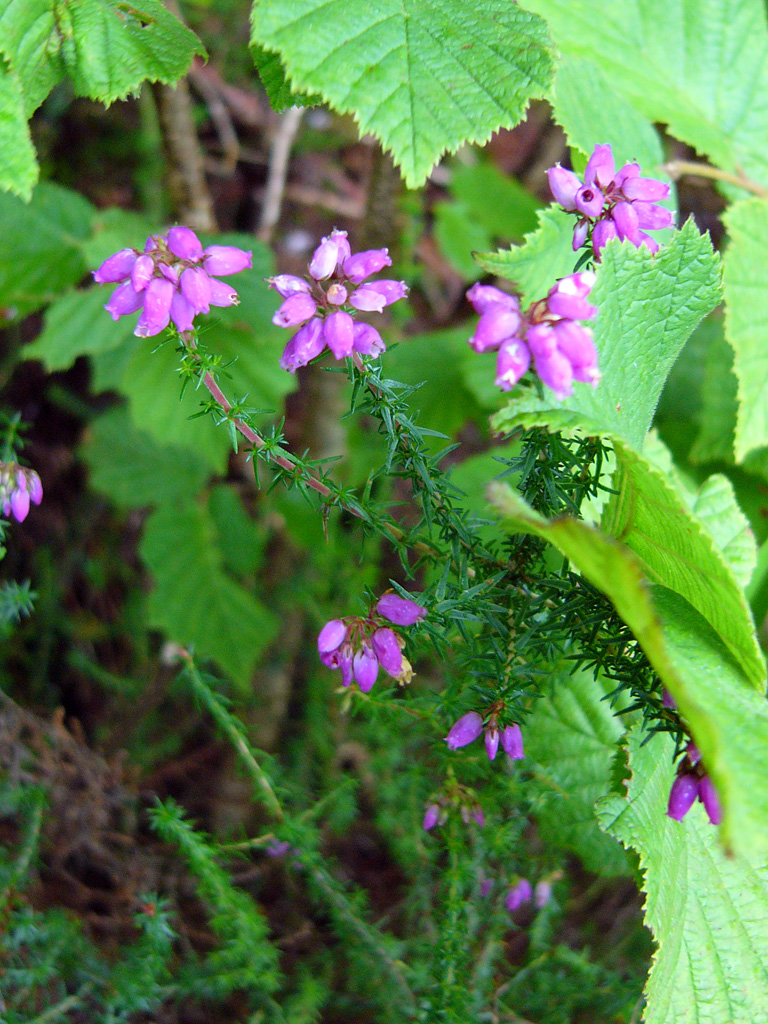
Une bruyère cendrée à Tobermory.
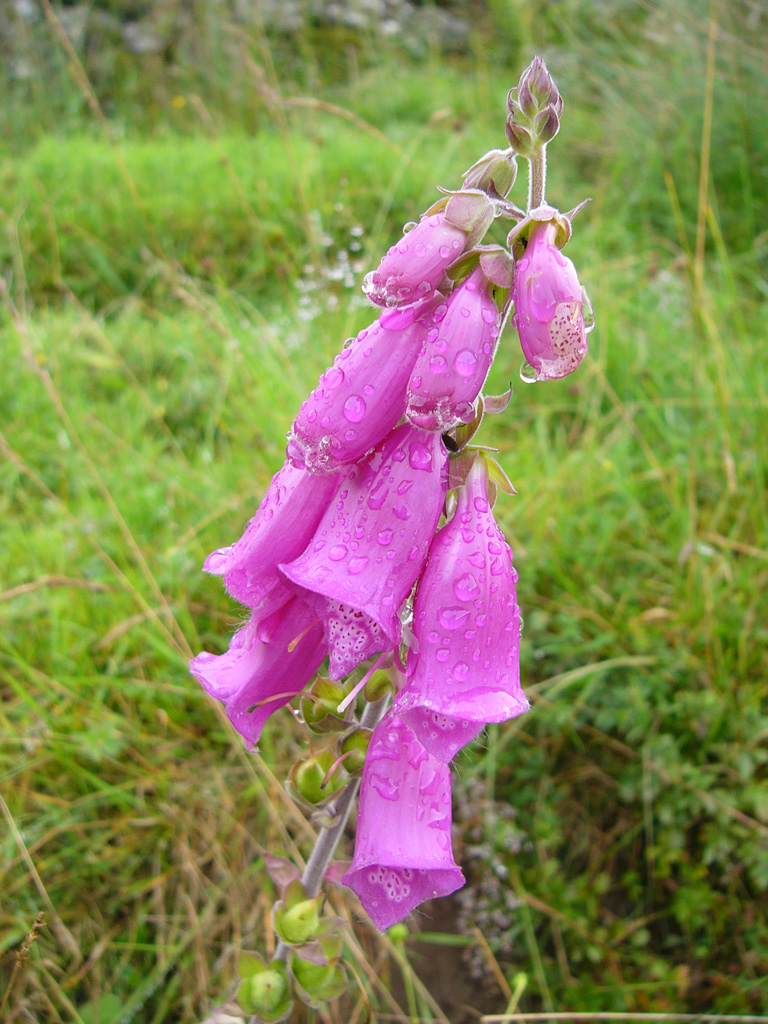
Une digitale au château de Carnasserie.
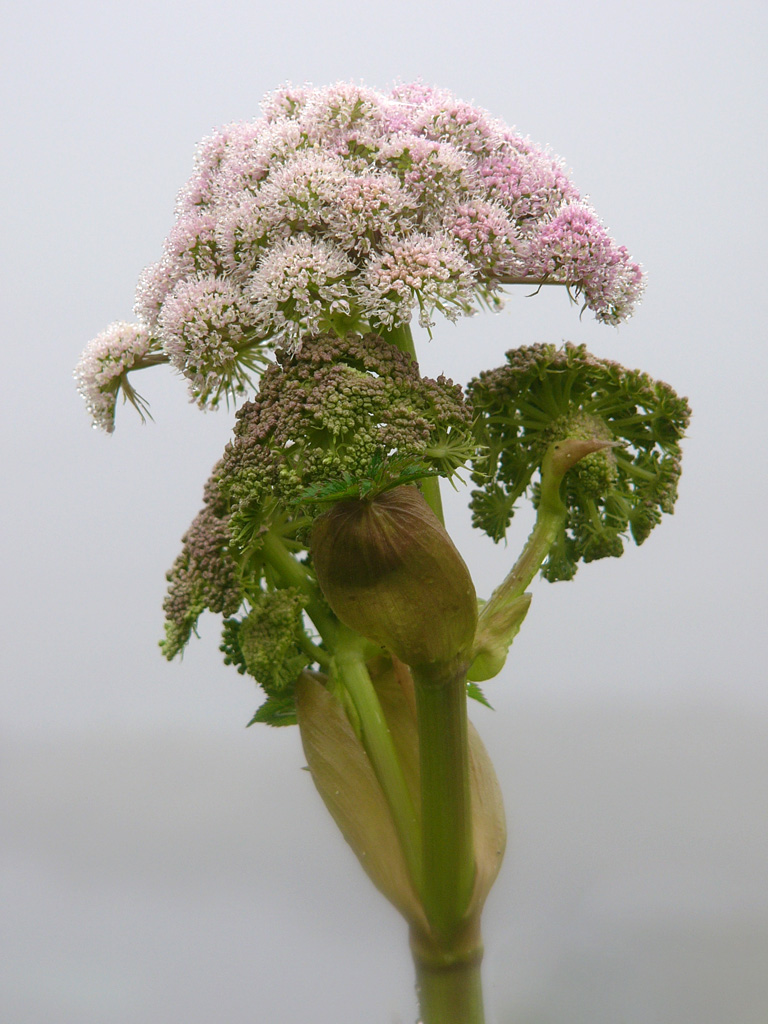
L'angélique des bois, qui couvre l'île de Lunga.

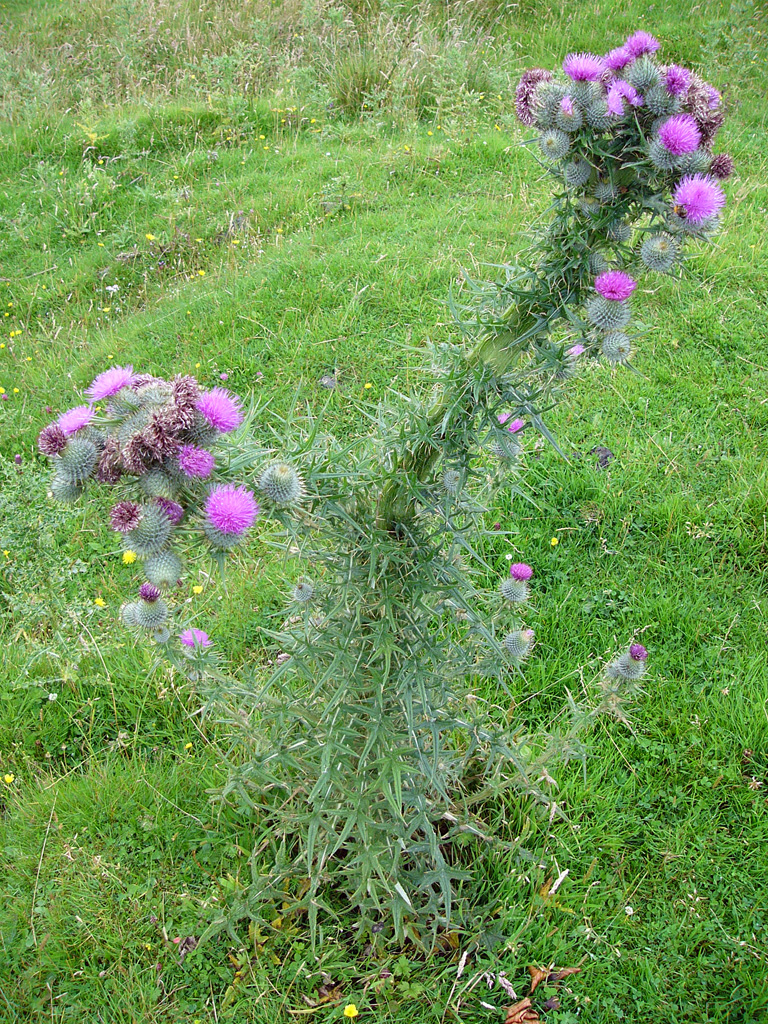
Le chardon, plante emblématique de l'Écosse, peut couvrir des champs sur une île comme Lismore.

| « eadar an t-Inbhir ’s Poll a’ Bhainne, thall ’s a-bhos mu Bhaile Chùirn: tha i ’na beithe, ’na calltainn, ’na caorann dhìreach sheang ùir. » | entre Inver et Milk Hollow, ici et là vers Baile-chuirn: elle est un bouleau, un noisetier, un jeune sorbier droit et mince. |

Une dizaine d'arbres marquent l'Argyll and Bute, et davantage les zones du Kintyre ou de Lorne que les îles où les arbres étaient parfois rares. Des fouilles sur des sites du Néolithique ont montré une consommation très importante de noisettes, avec des fosses pouvant en contenir plusieurs centaines de milliers, ainsi qu'une consommation des glands de chênes. À cette époque, les maisons étaient construites en saule et noisetier, avec un usage occasionnel du chêne ou de l'aulne pour se procurer des poutres. Cet usage a changé, avec une prépondérance du bouleau dans l'ameublement. Une explication est que les pins et chênes qui couvraient l'Argyll and Bute originellement furent massivement abattus. Une des raisons était l'agriculture, avec la nécessité de faire place pour de grands troupeaux de moutons, ce qui conduisit également à évincer les paysans lors des Highland Clearances. Les autres raisons sont d'ordre industriel. Par exemple, les fourneaux qui fondaient le minerai de fer achetaient des forêts entières de chêne comme combustible. Au cours du XXe siècle, l'homme a planté des conifères. Ainsi, les sapins constituent une présence occasionnelle sur les montagnes. Parmi les autres arbres figurent l'if, utilisé pour la confection des arcs, et les pommiers.

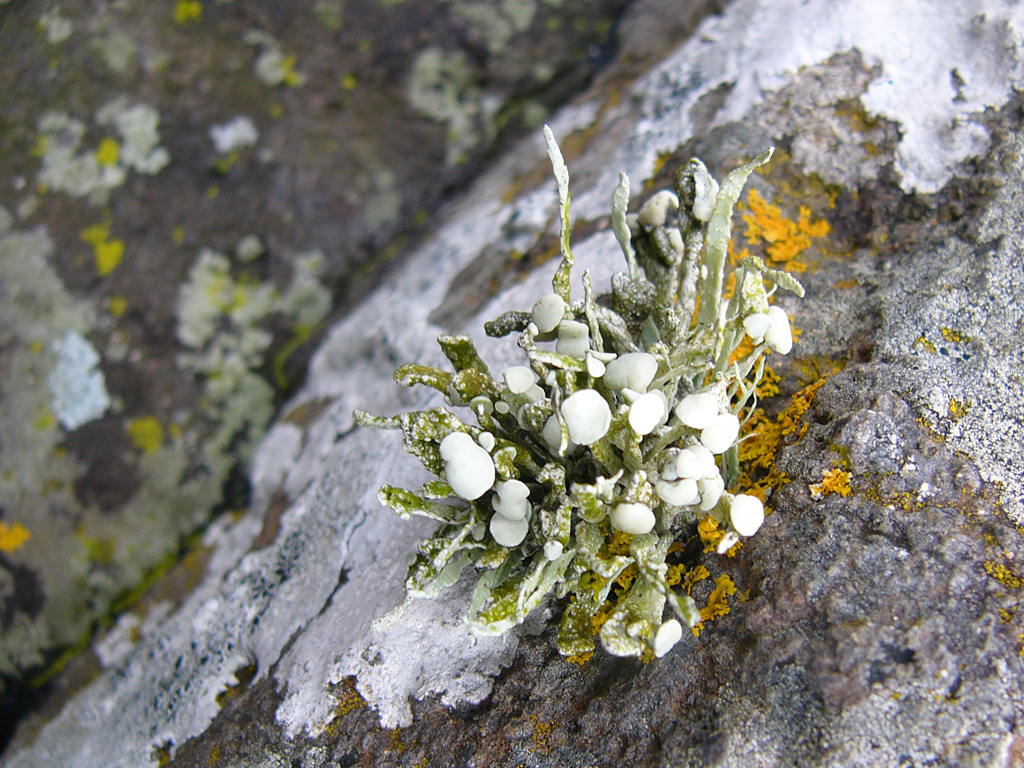
Le long des côtes, des lichens tels Ramalina siliquosa s'ajoutent aux algues.

La construction des maisons n'impliquait pas que les arbres pour la structure, mais aussi de nombreuses plantes pour le chaume des toitures. Sélectionner la meilleure plante nécessitait une habitude à la tâche. Ainsi, si l'ensemble des joncacées permettaient de faire une toiture, la Juncus subnodulosus était la plus prisée, suivie de la Juncus acutiflorus. Dans une île comme Tiree où le machair prédomine, l'ammophile vivant dans les dunes était utilisée. La bruyère, qui reste abondante dans la région en raison de sa préférence pour les sols tourbeux et acides, pouvait également remplir cette fonction et avait une multitude d'autres usages tels que d'être ajoutée au thé, ou comme constituant principal de la bière.
La région recèle plusieurs légumes-feuilles, généralement cuisinés à l'instar des épinards. Le chénopode blanc et le chénopode Bon-Henri sont consommés en Écosse depuis la Préhistoire. Le cresson est également un aliment utilisé de longue date, qui est broyé pour confectionner une soupe typique de Colonsay appelée brot biolorach. L'utilisation des orties a été particulièrement répandue, car en poussant toute l'année elle venait se substituer aux légumes-feuilles qui n'étaient pas disponibles l'hiver.
La région, et Colonsay en particulier, compte une myriade de plantes à fleurs indigènes dont la cueillette est réglementée. Celles-ci incluent le perce-neige, la campanule à feuilles rondes, l'armérie maritime et la potentille. Les plantes à fleurs se trouvent aussi dans le jardin d'Achamore sur Gigha, dans le jardin d'Angus à Taynuilt où l'accent est mis sur les rhododendrons et les azalées, dans le jardin du prieuré d'Ardchattan qui s'est doté d'une parcelle de fleurs sauvages, et dans le jardin d'Ardencraig spécialisé en cultivars de fuchsia.

## Culture
Pour un article plus général, voir Culture de l'Écosse.

### Langue et littérature
Pour des articles plus généraux, voir Littérature écossaise et Gaélique écossais.

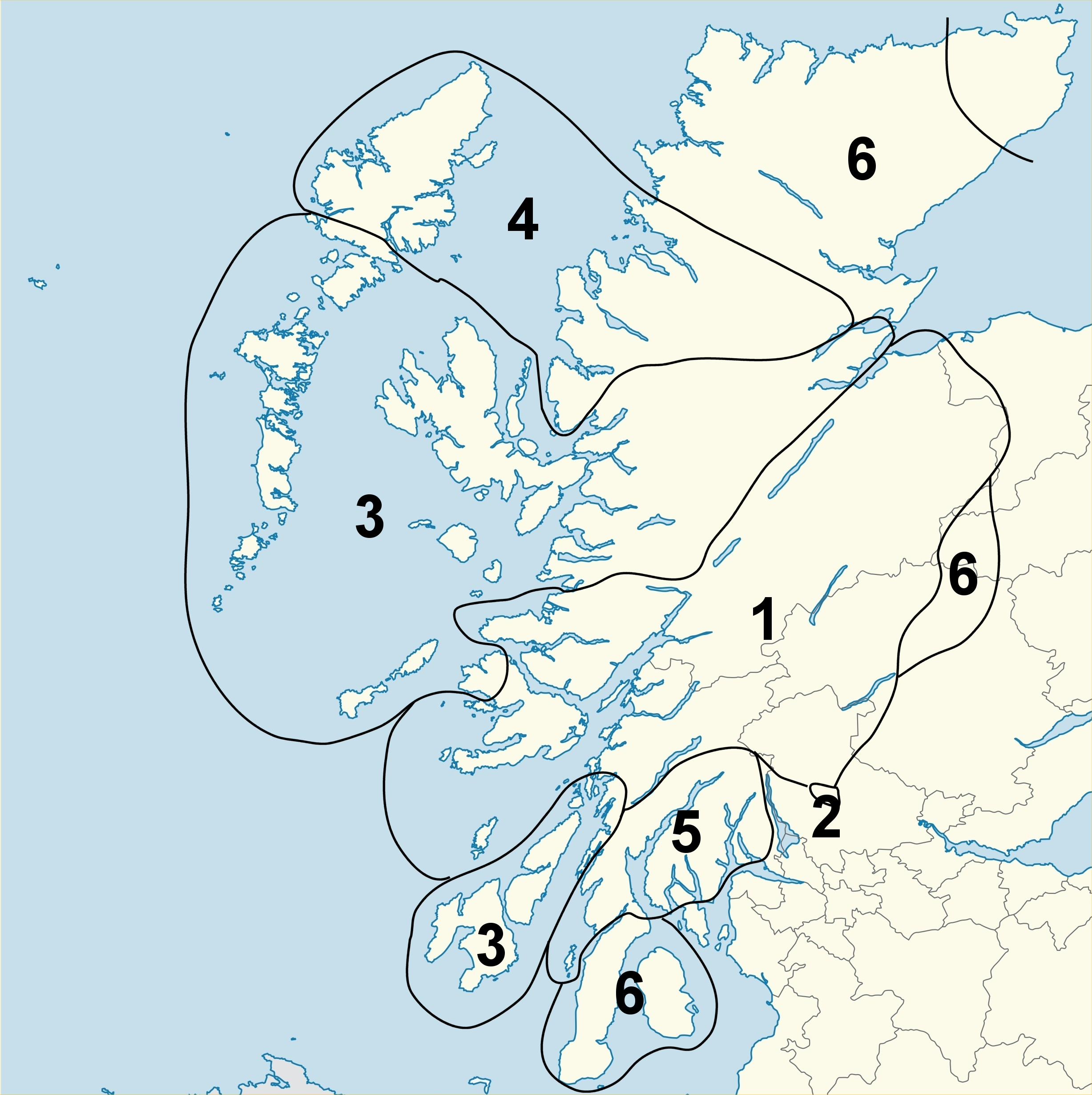
De nombreux dialectes émergent, en considérant un seul critère linguistique tel que la force de la pré-aspiration (de 1, forte, à 6, absente). Tandis que celle-ci n'est pas pratiquée dans le sud de l'Argyll and Bute (zone 6), elle est particulièrement marquée aux alentours d'Oban et sur l'ensemble de Mull (zone 1), à l'exception de la pointe nord qui pratique la même pré-aspiration plus discrète qu'à Tiree et Islay (zone 3).

La langue est un important vecteur de culture. Le gaélique est une langue suivant la construction verbe-sujet-objet, introduite en Écosse par les Gaëls qui se sont établis en Argyll, et remplaçant d'autres langues celtiques insulaires telles que les brittoniques et le picte. Le gaélique d'Écosse se distingua progressivement de celui d'Irlande, par exemple en conservant les hiatus qui disparaissent en Irlande et en employant la nasalisation dans moins de cas. Loin de l'idée d'une langue parlée à l'identique, le gaélique a de nombreux dialectes à l'intérieur même de l'Argyll and Bute. Distinguer selon un seul critère tel que la force de la pré-aspiration engendre déjà plusieurs zones, et de nombreux critères peuvent s'ajouter, comme la palatalisation qui est plus marquée à Tiree.
À l'origine, la production littéraire en gaélique se trouve essentiellement en Irlande, même si elle est reliée à des personnages importants dans l'histoire de l'Argyll and Bute comme saint Columba. Ainsi, Amra Choluim Chille lui est dédié par l'irlandais Dallan Forgaill. La production dans ce qui deviendra l'Argyll and Bute se trouvait principalement au monastère d'Iona, avec plusieurs poèmes attribués à l'abbé Mugrón tels que Cros Chríst tarsin n-gnúisse:
| « Cros Chríst tar mo muintir. Cros Chríst tar mo thempal. Cros Chríst isin altar. » | La croix du Christ sur ma communauté. La croix du Christ sur mon église. La croix du Christ dans le prochain monde. |

Après les poèmes religieux issus d'Iona, les poètes furent au service des clans à l'instar des O Muirghesain pour le clan MacLean et des MacEwen pour le clan MacDougall. Leurs poèmes faisaient l'éloge des vivants, mais aussi des morts avec le vers Is mor pudhar and ràidh-se (« Grand est le mal que cette saison a apporté ») décrivant la fermeture du cercueil de Lachlan MacLean. Le poète écossais n'était dès lors plus exclusivement homme de lettres, comme le montrent Gillebríghde Albanach et Muireadhach Albanach qui prirent part à la cinquième croisade. Un soutien important à la littérature gaélique fut apporté par le seigneur des îles, jusqu'à la fin de la seigneurie en 1493, puis par les Campbell. Une importante réalisation sous le patronage des Campbell est le premier livre imprimé en gaélique écossais, une traduction du Book of Common Order de John Knox réalisée par John Carswell. Ce livre fut capital pour diffuser la doctrine protestante dans les Highlands, de langue gaélique.

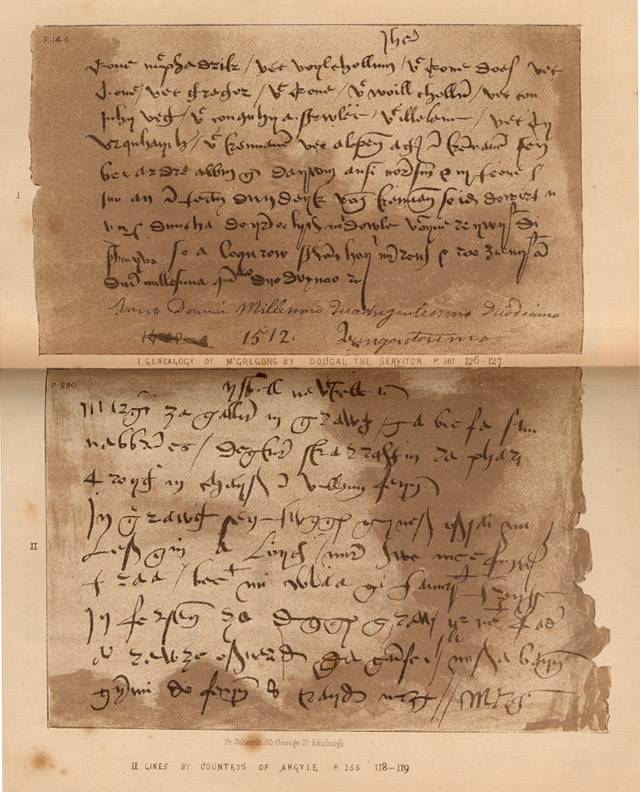
Le livre du doyen de Lismore (Leabhar Deathan Lios Mòir en gaélique écossais) est une anthologie en versets du gaélique médiéval. Le livre est nommé d'après James MacGregor, de Lismore.
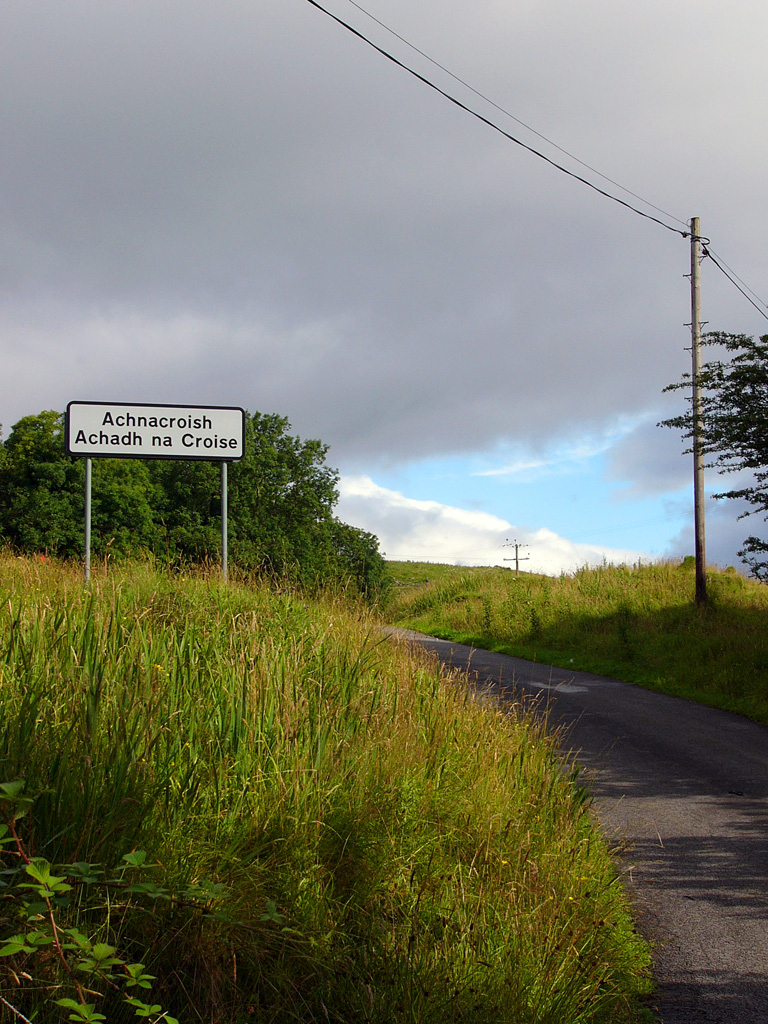
Signalisation routière bilingue sur l'île de Lismore. Le gaélique écossais se trouve en bas et l'anglais en haut, ce qui est l'inverse de la pratique adoptée dans la région administrative des Highlands.
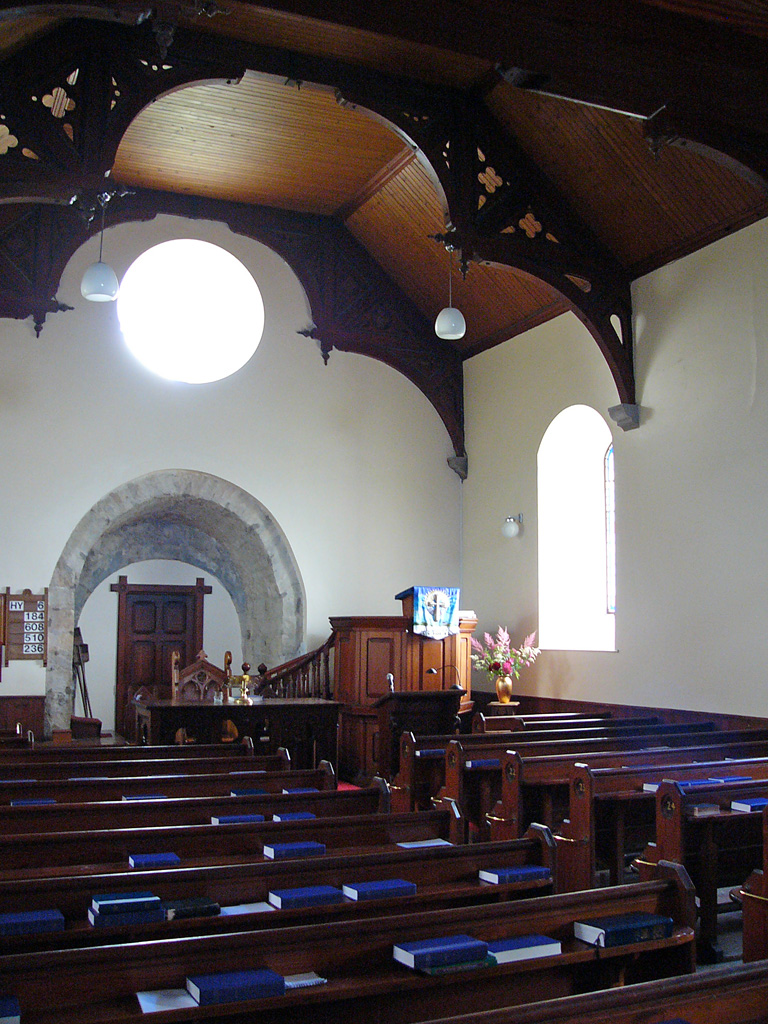
Le gaélique est toujours pratiqué à Lismore, avec la présence de bible bilingues dans l'église.
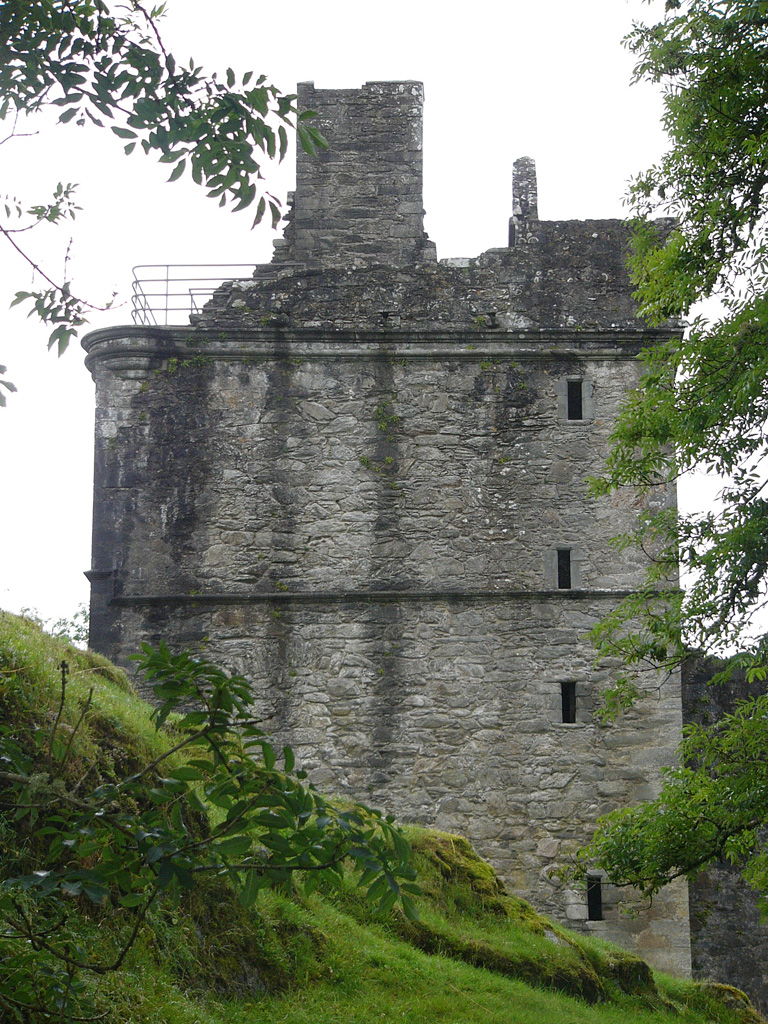
Le château de Carnasserie a été construit pour John Carswell avec l'aide du clan Campbell. Carswell réalisa le premier livre imprimé en gaélique écossais, imprimé à Édimbourg en 1567.

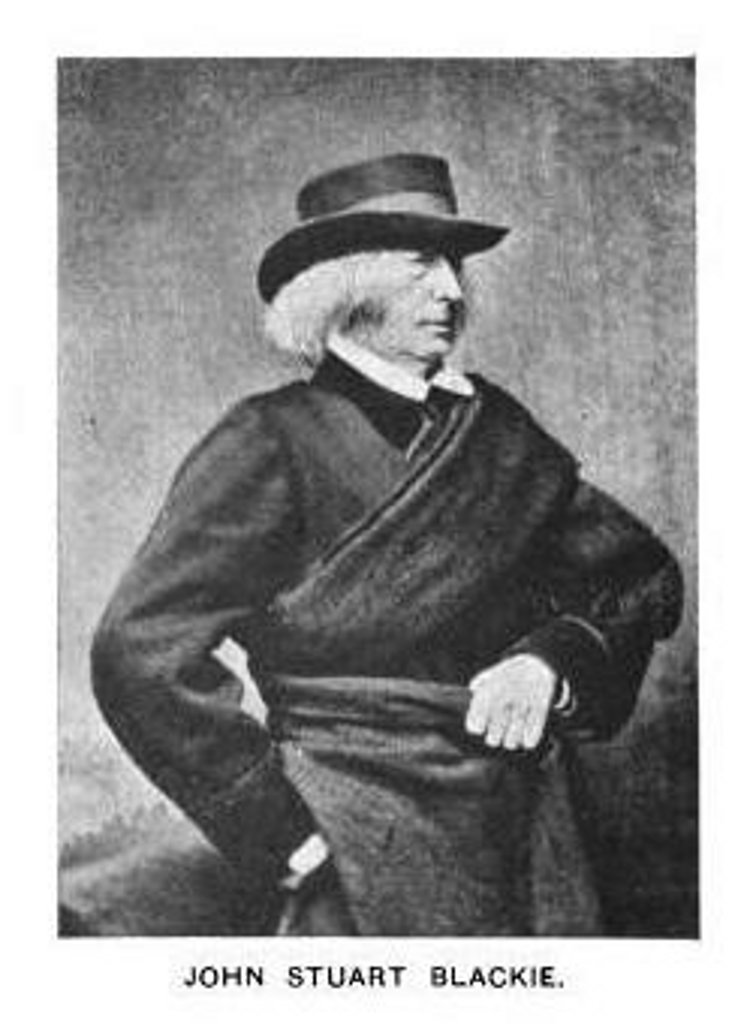
John Stuart Blackie, professeur de grec à l'université d'Édimbourg, fut déterminant dans la création d'une chaire sur les études celtiques. Le premier occupant, Donald MacKinnon, le remercia en concluant son discours inaugural par Buaidh is piseach air a cheann, An là a chi 's nach fhaic (« Que le succès et la chance le trouve, chaque jour, présent ou absent »).

La démocratisation de l'alphabétisation au XIXe siècle voit l'émergence d'un nouveau public pour une prose en gaélique. Celle-ci est portée par l'essor des périodiques. De nouveau, les hommes d'Argyll and Bute jouèrent un rôle majeur. Norman MacLeod, prêtre sur Mull et à Campbeltown, fut le fondateur et éditeur de deux des plus anciens périodiques : An Teachdaire Gaelach (le messager des Highlands), et Cuairtear nan Gleann (le voyageur des glens). Jusque-là, l'essentiel de la prose existante était dévolue à la doctrine religieuse, et MacLeod, ministre mais féru d'éducation, diversifie la prose en essais et nouvelles. Un autre vecteur du changement dans la prose du gaélique fut le supplément au mensuel Life and Work de l'Église d'Écosse. Sous la plume d'un natif de Tiree, Donald Lamont, le supplément de 1907 à 1951 fut le témoin d'expérimentations stylistiques. Les œuvres de fiction font leur apparition, avec le premier roman en gaélique écossais : Dùn-Aluinn (1912) de John MacCormick, écrivain de Mull. Les contes existaient déjà, mais étaient cantonnés à la tradition orale. Le XIXe siècle voit de nombreux folkloristes tels John Francis Campbell, sur Islay, entreprendre un travail de collecte de ces contes. Les romans en gaélique continuent d'être publiés dans les années 2000, avec l'exemple de Am Miseanaraidh (2006), œuvre posthume de Iain Crichton Smith (1928-1988) publiée par Ùr-sgeul. Comme de nombreux auteurs, Smith écrivait à la fois en gaélique et en anglais, où il était plus prolifique.
Le cas d'auteurs comme Smith, emprunts de deux cultures, ne se produisit pas en Argyll and Bute avant le XIXe siècle, ce qui illustre la prépondérance du gaélique. Neil Munro est le premier écrivain significatif de langue anglaise de la région. Originaire d'Inveraray, sur la rive ouest du Loch Fyne, la région tient une place essentielle dans l'œuvre de Munro. Il commença par une nouvelle, The Lost Pibroch (1896), qualifié de « romance celtique ». Les romans qui suivirent continuèrent dans un style romantique, ayant comme cadre l'ouest des Highlands, et sont résumés plus prosaïquement comme des « croquis de la vie écossaise ». Munro s'inscrit ainsi dans le mouvement Kailyard, dont le trait caractéristique est une histoire sentimale dans le monde rural. Avec le déclin du mouvement, la plupart de ses œuvres sombrèrent dans l'oubli. The House with the Green Shutters (1901) de George Douglas Brown sonne la fin du mouvement Kailyard, avec une description moins enjolivée d'une petite ville écossaise. Le roman Gillespie (1914) de John MacDougall Hay s'inscrit dans cette lignée. L'intrigue se déroule de nouveau dans une petite ville écossaise, Tarbert dans le Kintyre où est né Hay. Cependant, en rupture avec le mouvement Kailyard, il ne s'agit pas d'une romance mais d'un drame axé sur la cupidité. Tarbert sera aussi une ville essentielle pour le fils de l'écrivain, George Campbell Hay, qui y apprendra le gaélique qu'il utilisera comme l'anglais pour ses poèmes. Il sera l'auteur de trois recueils de poésie : deux en gaélique, Fuaran Sléibb (« source de montagne », 1948) et O na Ceithir Airdean (« des quatre directions », 1952), et un en anglais, Wind on Loch Fyne (1948). La vie de la région a marqué d'autres écrivains, tel Naomi Mitchison, qualifiée de « doyenne de la littérature moderne écossaise ». Elle déménagea à Carradale lorsque la seconde guerre mondiale éclata, et y resta soixante ans, jusqu'à sa mort. Elle décrira son expérience dans Lobsters on the Agenda, montrant des problèmes tels que le machisme ambiant.

### Éducation et jeux

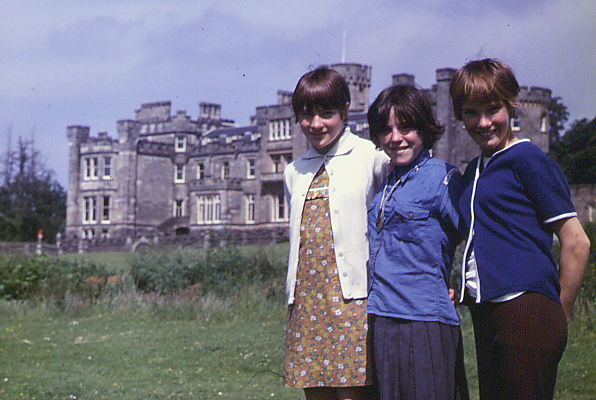
Enfants devant le château de Toward, à Cowal, en 1967. Le château est un centre éducatif de plein air, dont les jeux ont été vus dans la série britannique d'aventures pour enfants Raven.

Un recueil des jeux a été entrepris en 1893 par la société du Folklore. Les résultats furent rassemblés par Robert Craig MacLagan et publiés dans Games & Diversions of Argyleshire. À la suite de la parution, un ajout a été fait en un nouveau volume. La compréhension des jeux historiques nécessite un aperçu des mécanismes de l'éducation alors en place. Au XVIIIe siècle, les enfants parlaient presque exclusivement gaélique, comme l'atteste leur impossibilité de suivre le catéchisme en anglais ou l'irritation des visiteurs occasionnels déplorant ce manque d'anglais. La situation s'inverse graduellement, jusqu'à ce qu'au début du XXe siècle aucun des enfants de certaines écoles n'ait le gaélique comme langue maternelle et sa pratique devient dissuadée à l'école. Néanmoins, des mots restent du gaélique lors des jeux, même s'ils se déroulent en anglais. Ainsi, les enfants faisaient des bateaux avec des Iris qu'ils désignaient par leur nom gaélique, seilisdeir.

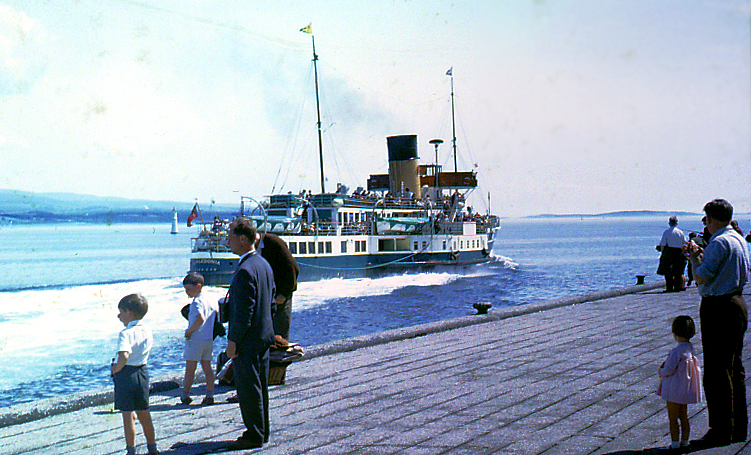
Pour aller à l'école, les enfants des îles devaient prendre un bateau quotidiennement, ou résider ailleurs. Le Caledonia est un bateau à vapeur, ici partant de Dunoon en 1967, utilisé pour les croisières et aussi comme ferry. Mis en service en 1934, il fut gravement endommagé par le feu en 1980.

La langue joue un rôle important dans les jeux. Le jeu même peut être l'occasion d'en renforcer la maîtrise, avec des virelangues, c'est-à-dire des phrases à caractère ludique qui exercent la prononciation, utilisés à la fois par les instituteurs et entre les enfants. Ces phrases typiques incluent Tha nead na cearca breaca ann an ciste mine mo shean-mhathair
(« le nid de la poule tachetée est dans le coffre à nourriture de ma grand-mère ») et chleachd a chearc dhubh bhi breith anns a chlaibh; agus chleachd a chearc liath bhi breith anns a chro, qui décrit les habitudes des poules. Avant un jeu, un dialogue très scénarisé s'installe souvent entre les participants. Ainsi, l'équivalent du colin-maillard, où une personne a les yeux bandés et doit essayer d'en toucher une autre, commence de la façon suivante :
| « - Tha do mhathair ga d'iarruidh. - C'arson? - A ghabhail do bhrochan. - C'ait bheil an spain? - Tionndaidh mu'n cuairt tri uairean agus amhaire air a shon. » | - Ta mère te demande. - Pourquoi ? - Pour prendre ton porridge. - Où est la cuillère ? - Tourne trois fois sur toi-même et trouve là. |

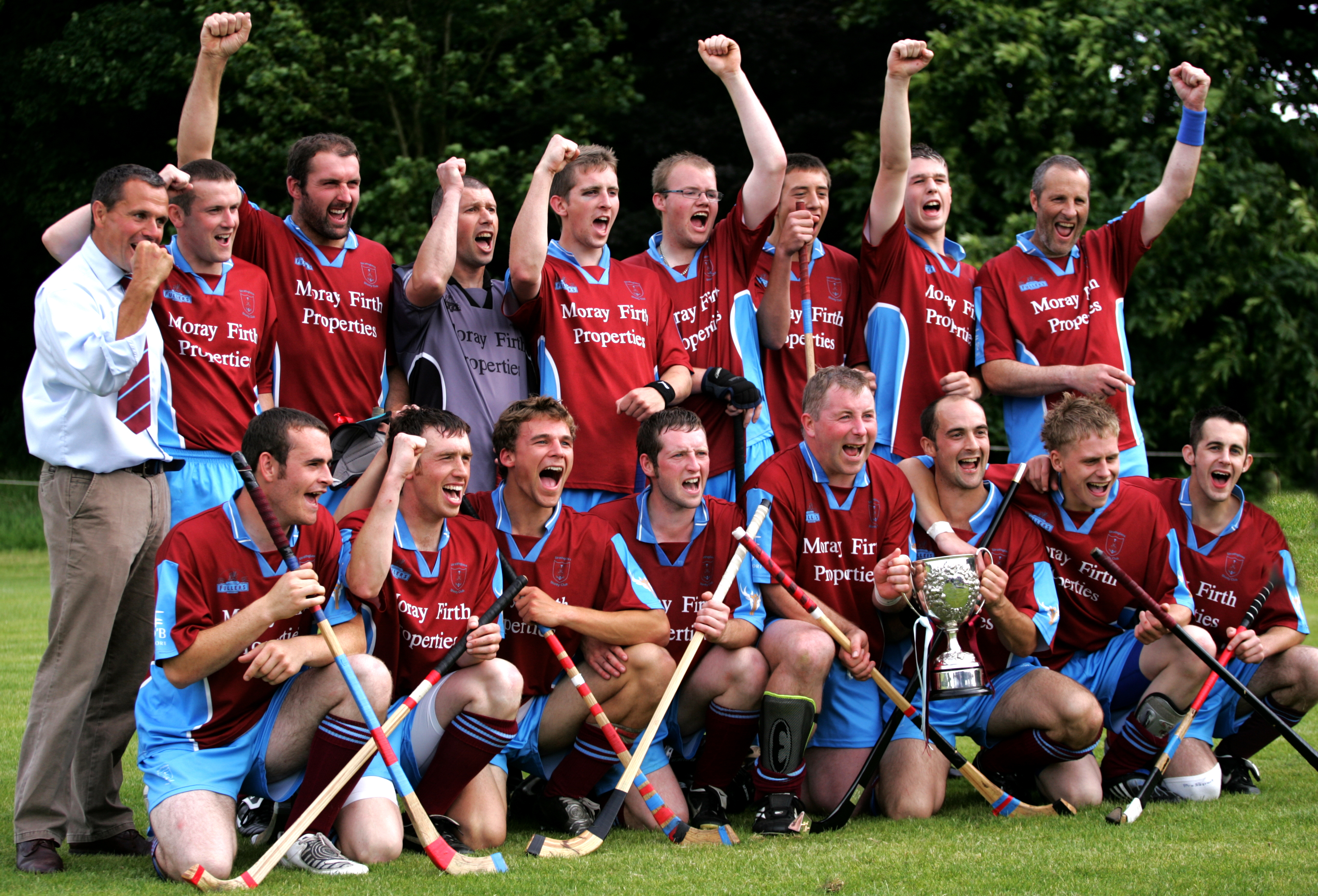
Équipe ayant remporté la coupe de shinty lors d'un match se déroulant à Rothesay, principale ville de l'île de Bute.

Un dialogue peut également précéder le shinty. Ce jeu très ancien pourrait avoir été amené par les Gaëls, et précéderait ainsi la christianisation de l'Écosse. Le but est de faire entrer une balle dans les buts en la propulsant à l'aide de crosses, à la manière du hockey sur gazon. Plusieurs clubs en Argyll and Bute jouent souvent en première division (Oban Camanachd, Inveraray Shinty Club, Bute Shinty Club). Traditionnellement, les adultes pratiquaient ce sport et faisaient des paris sur la victoire, mais les enfants ont également des clubs juniors. Le dialogue qui s'instaurait, selon la tradition d'Islay, commençait ainsi :
| « - Thulla gus an iomain. - De an iomain? - Iomain camain. - De an caman? - Caman ur. » | - Vient au jeu. - Quel jeu ? - Le jeu de shinty. - Quel shinty ? - Le nouveau shinty. |

Nombre des jeux pratiqués font partie de catégories familières. Le iomairt cnapain présente des similitudes avec la pétanque, et se joue avec des accessoires plus rudimentaires : la cible à atteindre est dessinée sur le sol ou représentée par un caillou nommé cogy, et chacun essaye de s'en rapprocher en lançant un bouton. Les joueurs sont le plus souvent indépendants, mais peuvent former des équipes. Le jeu cluich an tighe constitue quant à lui une variante de balle aux prisonniers : trois cercles, nommés tigh, sont dessinés au sol, et un participant en dehors doit toucher avec une balle ceux qui transitent entre les cercles pour les capturer. Comme illustré par le iomairt cnapain, les jeux courants utilisaient comme accessoires des objets du quotidien. Les enfants pouvaient ainsi disposer leurs bonnets en une ligne, lancer une balle en bois dans un bonnet, et son propriétaire devait alors toucher un autre enfant avec la balle. Nombre des jeux pouvaient être pratiqués à l'intérieur, et sont alors principalement axés sur le dialogue. Le cuir a mach leannain recourait à la chanson et était joué entre jeunes filles. Les chansons entre filles, improvisées sur une thématique simple, sont particulièrement visibles dans le travail, come dans le cas d'un òran-luaidh dont le rythme accompagnaient une action répétitive sur la laine.

### Ouvrages collectifs
| - (en) Frank Arneil Walker, « Argyll and Bute », série The buildings of Scotland, Penguin Books, (ISBN 0140710795), 2000. 1. 2. 3. 4. 5. - (en) Royal Commission on the Ancient and Historical Monuments of Scotland 1. 2. 3. 4. 5. 6. 7. 8. 9. 10. 11. 12. - (en) Ann MacKenzie, « Islands Voices: Traditions of North Mull (Air Bilibh an t-sluaigh) », Birlinn, (ISBN 1841581747), 2002. 1. 2. 3. 4. 5. 6. | - (en) Donald Omand (éditeur), « The Argyll Book », Birlinn, 2006, (ISBN 1841584800). 1. 2. 3. 4. 5. 6. 7. 8. 9. 10. 11. 12. 13. 14. 15. 16. 17. 18. 19. 20. |

### Monographies
- (en) Graham Ritchie et Mary Harman, « Argyll and the Western Isles », 2e édition, HMSO, Edinburgh,  (ISBN 0114952876), 1996. Première édition en 1985.

1. ↑  p. 83.
2. ↑  p. 75.
3. ↑  p. 64.

- (en) Raymond Campbell Paterson, « The Lords of the Isles », Birlinn,  (ISBN 1841587184), 2008.

1. 1 2  p. 1.
2. 1 2  p. 2.
3. 1 2 3  p. 2-6.

- (en) John Lightfoot, « Flora Scotica », volume 2, B. White, 1777.

1. ↑  p. 918.
2. ↑  p. 943.
3. ↑  p. 986.

- (en) John T. Koch, « Celtic culture: a historical encyclopedia », ABC-CLIO, 2006.

1. ↑  p. 1574-1575.
2. ↑  p. 1576.
3. ↑  p. 1577.
4. ↑  p. 1580.
5. ↑  p. 1588-1589.
6. ↑  p. 895.

- (en) William Milliken et Sam Bridgewater, « Flora Celtica », Birlinn,  (ISBN 1841583030), 2004.

1. 1 2 3  p. 52.
2. 1 2  p. 73.
3. ↑  p. 29.
4. ↑  p. 51-52.
5. ↑  p. 54.
6. ↑  p. 32.
7. ↑  p. 40.
8. ↑  p. 78.
9. ↑  p. 77.
10. ↑  p. 117.
11. ↑  p. 88
12. ↑  p. 87.
13. ↑  p. 86.
14. ↑  p. 64.
15. ↑  p. 58.
16. ↑  p. 36.
17. ↑  p. 38.
18. ↑  p. 37.
19. ↑  p. 100.

- (en) Kenneth Cox et Raoul Curtis Machin, « Garden Plants for Scotland », Frances Lincoln ltd, 2008.

1. ↑  p. 17.
2. ↑  p. 48.
3. ↑  p. 49.
4. ↑  p. 51.
5. ↑  p. 28.
6. ↑  p. 111.
7. ↑  p. 136.
8. ↑  p. 55.

- (en) Robert Craig MacLagan, « The Games & Diversions of Argyleshire », Arno Press, New York, 1976,  (ISBN 0405079125). Première édition par The Folk-Lore Society, 1900.

1. ↑  p. 2-3.
2. ↑  p. 40.
3. ↑  p. 24.
4. ↑  p. 32.
5. ↑  p. 46.
6. ↑  p. 7.
7. ↑  p. 9.
8. ↑  p. 48.